# Список епізодів телесеріалу «Доктор Хто»
Нижче наведено список епізодів британського науково-фантастичного телесеріалу «Доктор Хто».
«Доктор Хто» — найтриваліший науково-фантастичний серіал в історії. Перший епізод «Неземне дитя» вийшов в ефір 23 листопада 1963 року. Наразі серіал складається із 770 окремих епізодів та самостійного художнього фільму. Крім того, було відзнято чотири мініепізоди та мультсеріал. До 1989 року серії тривали 25 хвилин, а з 2005-го їхня тривалість збільшилася до 45 хвилин.

## Короткий огляд сезонів
| Доктор | Доктор               | Кількість сезонів       | Час виходу |
| ------ | -------------------- | ----------------------- | ---------- |
|        | Перший Доктор        | 3                       | 1963—1966  |
|        | Другий Доктор        | 3                       | 1966—1969  |
|        | Третій Доктор        | 5                       | 1970—1974  |
|        | Четвертий Доктор     | 7                       | 1974—1981  |
|        | П'ятий Доктор        | 3                       | 1982—1984  |
|        | Шостий Доктор        | 2                       | 1984—1986  |
|        | Сьомий Доктор        | 3                       | 1987—1989  |
|        | Восьмий Доктор       | Один фільм + мініепізод | 1996       |
|        | Дев'ятий Доктор      | 1                       | 2005       |
|        | Десятий Доктор       | 3 + спецвипуски         | 2005—2010  |
|        | Одинадцятий Доктор   | 3 + спецвипуски         | 2010—2013  |
|        | Дванадцятий Доктор   | 3 + спецвипуски         | 2014—2017  |
|        | Тринадцятий Доктор   | 3 + спецвипуски         | 2017—2023  |
|        | Чотирнадцятий Доктор | спецвипуски             | 2023       |
|        | П'ятнадцятий Доктор  | невідомо                | з 2023     |

## Перший Доктор
Перше втілення Доктора зіграв Вільям Гартнелл. Він залишався Доктором протягом трьох сезонів і на початку четвертого. Але він вирішив залишити серіал у зв'язку з проблемами зі здоров'ям, і його персонаж регенерував в кінці другої історії четвертого сезону у Другого Доктора

### Перший сезон (1963—1964)
| Номер | Назва                                           | Код | Епізоди | Сценарист                   | Режисер                        | Дата виходу в ефір                                                                                         | Глядачі у Великій Британії (в млн) |
| ----- | ----------------------------------------------- | --- | --- | --------------------------- | ------------------------------ | --- | ---------------------------------- |
| 001   | Неземне дитя (англ. An Unearthly Child)         | A   | «Неземне дитя» (англ. An Unearthly Child) «Печера черепів» (англ. The Cave of Skulls) «Ліс страху» (англ. The Forest of Fear) «Творець вогню» (англ. The Firemaker) | Ентоні Коберн і С.Е. Веббер | Воріс Хуссейн                  | 23 листопада 1963 30 листопада 1963 7 грудня 1963 14 грудня 1963                                           | 63 59 56 55                        |
| 002   | Далеки (англ. The Daleks)                       | B   | «Мертва планета» (англ. The Dead Planet) «Вцілілі» (англ. The Survivors) «Втеча» (англ. The Escape) «Засада» (англ. The Ambush) «Експедиція» (англ. The Expedition) «Випробування» (англ. The Ordeal) «Порятунок» (англ. The Rescue) | Террі Нейшн                 | Річард Мартін і Крістофер Бері | 21 грудня 1963 28 грудня 1963 4 січня 1964 11 січня 1964 18 січня 1964 25 січня 1964 1 лютого 1964         | 59 58 63 65                        |
| 003   | Межа руйнування (англ. The Edge of Destruction) | C   | «Межа руйнування» (англ. The Edge of Destruction) «Край лиха» (англ. The Brink of Disaster) | Девід Вітейкер              | Річард Мартін і Френк Кокс     | 8 лютого 1964 15 лютого 1964                                                                               | 61 60                              |
| 004   | Марко Поло (англ. Marco Polo)                   | D   | «Дах світу» (англ. The Roof of the World) «Співочі піски» (англ. The Singing Sands) «П'ятсот очей» (англ. Five Hundred Eyes) «Стіна брехні» (англ. The Wall of Lies) «Вершник із Шанду» (англ. Rider from Shang-Tu) «Могутній Хубілай-Хан» (англ. Mighty Kublai Khan) «Убивця в Пекіні» (англ. Assassin at Peking) (усі епізоди втрачено) | Джон Лукаротті              | Воріс Хуссейн                  | 22 лютого 1964 29 лютого 1964 7 березня 1964 14 березня 1964 21 березня 1964 28 березня 1964 4 квітня 1964 | 63 62 60 59                        |
| 005   | Ключі Марінуса (англ. The Keys of Marinus)      | E   | «Море смерті» (англ. The Sea of Death) «Оксамитова мережа» (англ. The Velvet Web) «Верескливі джунглі» (англ. The Screaming Jungle) «Сніги жаху» (англ. The Snows of Terror) «Смертний вирок» (англ. Sentence of Death) «Ключі Марінуса» (англ. The Keys of Marinus)                                                                      | Террі Нейшн                 | Джон Горрі                     | 11 квітня 1964 18 квітня 1964 25 квітня 1964 2 травня 1964 9 травня 1964 16 травня 1964                    | 62 60 61 60 61 63                  |
| 006   | Ацтеки (англ. The Aztecs)                       | F   | «Храм зла» (англ. The Temple of Evil) «Воїни смерті» (англ. The Warriors of Death) «Наречена для жертвоприношення» (англ. The Bride of Sacrifice) «День темряви» (англ. The Day of Darkness) | Джон Лукаротті              | Джон Крокетт                   | 23 травня 1964 30 травня 1964 6 червня 1964 13 червня 1964                                                 | 62 57 58                           |
| 007   | Сенсорити (англ. The Sensorites)                | G   | «Незнайомці у просторі» (англ. Strangers in Space) «Воїни мимоволі» (англ. The Unwilling Warriors) «Прихована загроза» (англ. Hidden Danger) «Боротьба зі смертю» (англ. A Race Against Death) «Викрадення» (англ. Kidnap) «Відчайдушний захід» (англ. A Desperate Venture)                                                               | Пітер Р. Н'юман             | Мервін Пінфілд і Френк Кокс    | 20 червня 1964 27 червня 1964 11 липня 1964 18 липня 1964 25 липня 1964 1 серпня 1964                      | 59 56 60 57                        |
| 008   | Панування терору (англ. The Reign of Terror)    | H   | «Земля страху» (англ. A Land of Fear) «Гості мадам Гільйотини» (англ. Guests of Madame Guillotine) «Зміна особистості» (англ. A Change of Identity) «Тиран із Франції» (англ. The Tyrant of France) «Необхідна угода» (англ. A Bargain of Necessity) «Полонені Конс'єржери» (англ. Prisoners of Conciergerie) (епізоди 4 і 5 втрачено)    | Денніс Спунер               | Генрік Хірш і Джон Горрі       | 8 серпня 1964 15 серпня 1964 22 серпня 1964 29 серпня 1964 5 вересня 1964 12 вересня 1964                  | 58 54 55 53 55                     |

### Другий сезон (1964—1965)
| Номер | Назва                                                           | Код | Епізоди | Сценарист      | Режисер                         | Дата виходу в ефір                                                                            |
| ----- | --------------------------------------------------------------- | --- | --- | -------------- | ------------------------------- | --------------------------------------------------------------------------------------------- |
| 009   | Планета гігантів (англ. Planet of Giants)                       | J   | «Планета гігантів» (англ. Planet of Giants) «Небезпечна подорож» (англ. Dangerous Journey) «Криза» (англ. Crisis) | Луїс Маркс     | Мервін Пінфілд и Дуглас Кемфілд | 31 жовтня 1964 7 листопада 1964 14 листопада 1964                                             |
| 010   | Вторгнення Далеків на Землю (англ. The Dalek Invasion of Earth) | K   | «Кінец світу» (англ. World's End) «Далеки» (англ. The Daleks) «День розплати» (англ. Day of Reckoning) «Кінец завтра» (англ. The End of Tomorrow) «Пробуждений союзник» (англ. The Waking Ally) «Точка запалення» (англ. Flashpoint)                                                  | Террі Нейшн    | Річард Мартін                   | 21 листопда 1964 28 листопада 1964 5 грудня 1964 12 грудня 1964 19 грудня 1964 26 грудня 1964 |
| 011   | Порятунко (англ. The Rescue)                                    | L   | «Могутній ворог» (англ. The Powerful Enemy) «Відчайдушні заходи» (англ. Desperate Measures) | Девід Вітейкер | Крістофер Беррі                 | 2 січня 1965 9 січня 1965                                                                     |
| 012   | Римляни (англ. The Romans)                                      | M   | «Работорговці» (англ. The Slave Traders) «Усі дороги ведуть до Риму» (англ. All Roads Lead to Rome) «Змова» (англ. Conspiracy) «Пекло» (англ. Inferno) | Денніс Спунер  | Крістофер Беррі                 | 16 січня 1965 23 січня 1965 30 січня 1965 6 лютого 1965                                       |
| 013   | Планета-мережа (англ. The Web Planet)                           | N   | «Планета-мережа» (англ. The Web Planet) «Зарбі» (англ. The Zarbi) «Втеча від небезпеки» (англ. Escape to Danger) «Кратер голок» (англ. Crater of Needles) «Вторгнення» (англ. Invasion) «Центр» (англ. The Centre)                                                                    | Білл Страттон  | Річард Мартін                   | 13 лютого 1965 20 лютого 1965 27 лютого 1965 6 березня 1965 13 березня 1965 20 березня 1965   |
| 014   | Хрестовий похід (англ. The Crusade)                             | P   | «Лев» (англ. The Lion) «Лицар Яффи» (англ. The Knight of Jaffa) «Колесо фортуни» (англ. The Wheel of Fortune) «Воєначальники» (англ. The Warlords) (епізоди 2 і 4 втрачені) | Девід Вітейкер | Дуглас Кемфілд                  | 27 березня 1965 3 квітня 1965 10 квітня 1965 17 квітня 1965                                   |
| 015   | Космічний музей (англ. The Space Museum)                        | Q   | «Космічний музей» (англ. The Space Museum) «Виміри часу» (англ. The Dimensions of Time) «Пошук» (англ. The Search) «Остання стадія» (англ. The Final Phase) | Глін Джонс     | Мервін Пінфілд                  | 24 квітня 1965 1 травня 1965 8 травня 1965 15 травня 1965                                     |
| 016   | Гонитва (англ. The Chase)                                       | R   | «Кати» (англ. The Executioners) «Смерть часу» (англ. The Death of Time) «Політ крізь вічність» (англ. Flight Through Eternity) «Мандрівка у жах» (англ. Journey into Terror) «Смерть Доктора Хто» (англ. The Death of Doctor Who) «Вирішальна планета» (англ. The Planet of Decision) | Террі Нейшн    | Річард Мартін і Дуглас Кемфілд  | 22 травня 1965 29 травня 1965 5 червня 1965 12 червня 1965 19 червня 1965 26 червня 1965      |
| 017   | Той, що втручається в час (англ. The Time Meddler)              | S   | «Спостерігач» (англ. The Watcher) «Монах» (англ. The Meddling Monk) «Битва розумів» (англ. A Battle of Wits) «Поразка» (англ. Checkmate) | Денніс Спунер  | Дуглас Кемфілд                  | 3 липня 1965 10 липня 1965 17 липня 1965 24 липня 1965                                        |

### Третій сезон (1965—1966)
| Номер | Назва                                                                            | Код        | Епізоди                                             | Сценарист                     | Режисер                         | Дата виходу в ефір              |
| ----- | -------------------------------------------------------------------------------- | ---------- | --------------------------------------------------- | ----------------------------- | ------------------------------- | ------------------------------- |
| 018   | Галактика 4 (англ. Galaxy 4)                                                     | T          | 4 эпизоди (усі епізоди втрачені)                    | Вільям Еммс                   | Дерек Мартинус і Мервін Пінфілд | 11 вересня- 2 жовтня 1965       |
| 019   | Місія у невідомість (англ. Mission to the Unknown)                               | T/A або DC | 1 епізод (втрачений)                                | Террі Нейшн                   | Дерек Мартинус                  | 9 жовтня 1965                   |
| 020   | Творці міфів англ. The Myth Makers)                                              | U          | 4 эпізоди                                           | Дональд Коттон                | Майкл Лістон-Сміт               | 16 жовтня- 6 листопада 1965     |
| 021   | План Повелителя Далеків (англ. The Daleks' Master Plan)                          | V          | 12 эпізодів (усі епізоди втарчено, окрім 2, 5 і 10) | Террі Нейшн и Денніс Спунер   | Дуглас Кемфілд                  | 13 листопада 1965-29 січня 1966 |
| 022   | Різанина у канун Святого Варфоломія (англ. The Massacre of St Bartholomew's Eve) | W          | 4 епізоди (усі епізоди втрачені)                    | Джон Лукаротті и Дональд Тош  | Педді Рассел                    | 5 -26 лютого 1966               |
| 023   | Ковчег (англ. The Ark)                                                           | X          | 4 епізоди                                           | Пол Ериксон и Леслі Скотт     | Майкл Імісон                    | 5-26 березня 1966               |
| 024   | Небесний іграшковий майстер (англ. The Celestial Toymaker)                       | Y          | 4 епізоди (епізоди 1-3 втрачено)                    | Брайан Хейлс (і Дональд Тош)  | Білл Селларс                    | 2-23 квітня 1966                |
| 025   | Вправні стрільці (англ. The Gunfighters)                                         | Z          | 4 епізоди                                           | Дональд Коттон                | Рекс Такер                      | 30 квітня- 21 травня 1966       |
| 026   | Дикуни (англ. The Savages)                                                       | AA         | 4 епізоди (усі втрачено)                            | Ян Стюарт Блек                | Крістофер Беррі                 | 28 травня - 16 червня 1966      |
| 027   | Воєнні машини (англ. The War Machines)                                           | BB         | 4 епізоди                                           | Ян Стюарт Блек (і Кіт Педлер) | Майкл Фергюсон                  | 25 червня - 16 липня 1966       |

### Четвертий сезон (1966—1967)
| Номер | Назва                                   | Код | Епізоди                       | Сценарист                | Режисер        | Дата виходу в ефір         |
| ----- | --------------------------------------- | --- | ----------------------------- | ------------------------ | -------------- | -------------------------- |
| 028   | Контрабандисти (англ. The Smugglers)    | CC  | 4 епізоди (усі втрачено)      | Брайан Хейлес            | Джулія Сміт    | 10 вересня — 1 жовтня 1966 |
| 029   | Десята планета (англ. The Tenth Planet) | DD  | 4 епізоди (епізод 4 втрачено) | Кіт Педлер і Гері Дейвіс | Дерек Мартинус | 8-29 жовтня 1966           |

## Другий Доктор
Другого Доктора зіграв актор Патрік Тротон. Він виконував цю роль до епізоду Воєнні ігри. В цій серії Володарі Часу засудили Доктора за порушення законів невтручання і спровокували його регенерацію. Його відправили у заслання на Землю, а його супутникам стерли пам'ять і повернули у їхні часові лінії.

### Четвертий сезон (1966-67) - продовження
| Номер | Назва                                          | Код | Епізоди                               | Сценарист                        | Режисер            | Дата виходу в ефір            |
| ----- | ---------------------------------------------- | --- | ------------------------------------- | -------------------------------- | ------------------ | ----------------------------- |
| 030   | Сила Далеків (англ. The Power of the Daleks)   | EE  | 6 епізодів (усі втрачено)             | Девід Вітейкер (і Денніс Спунер) | Крістофер Беррі    | 5 листопада - 10 грудня 1966  |
| 031   | Горці (англ. The Highlanders)                  | FF  | 4 епізоди (усі втрачено)              | Елвін Джонс и Гері Дейвіс        | Хью Девід          | 17 грудня 1966 - 7 січня 1967 |
| 032   | Підводна загроза (англ. The Underwater Menace) | GG  | 4 епізоди (епізоди 1, 2і 4 втрачено)  | Джіофрі Орм                      | Джулія Сміт        | 14 січня - 4 лютого 1967      |
| 033   | База на Місяці (англ. The Moonbase)            | HH  | 4 епізоди (епізоди 1 і 3 втрачено)    | Кіт Педлер                       | Моррі Беррі        | 11 лютого - 4 березня 1967    |
| 034   | Терор Макра (англ. The Macra Terror)           | JJ  | 4 епізоди (усі втрачено)              | Ян Стюарт Блек                   | Джон Ховард Дейвіс | 11 березня - 1 квітня 1967    |
| 035   | Безликі (англ. The Faceless Ones)              | KK  | 6 епізодів (епізоди 2 і 4-6 втрачено) | Девід Елліс и Мальком Хьюлк      | Геррі Мілл         | 8 квітня - 13 травня 1967     |
| 036   | Зло Далеків (англ. The Evil of the Daleks)     | LL  | 7 епізодів (епізоди 1 і 3-7 втрачено) | Девід Вітейкер                   | Дерек Мартинус     | 20 травня - 1 липня 1967      |

### П'ятий сезон (1967-68)
| Номер | Назва                                                 | Код | Епізоди                                   | Сценарист                             | Режисер        | Дата виходу в ефір             |
| ----- | ----------------------------------------------------- | --- | ----------------------------------------- | ------------------------------------- | -------------- | ------------------------------ |
| 037   | Гробниця Кіберлюдей (англ. The Tomb of the Cybermen)  | MM  | 4 епізоди                                 | Кіт Педлер і Геррі Дейвіс             | Морріс Беррі   | 2-23 вересня 1967              |
| 038   | Жахлива снігова людина (англ. The Abominable Snowmen) | NN  | 6 епізодів (епізоди 1, 3-6 втрачено)      | Мервін Хайсмен и Генрі Лінкольн       | Джеральд Блейк | 30 вересня - 4 листопада 1967  |
| 039   | Льодові воїни (англ. The Ice Warriors)                | OO  | 6 епізодів (епізоди 2 и 3 втрачено)       | Брайан Хайлес                         | Дерек Мартинус | 11 листопада - 16 грудня 1967  |
| 040   | Ворог світу (англ. The Enemy of the World)            | PP  | 6 епізодів (епізоди 1, 2 и 4-6 втрачено)  | Девід Вітейкер                        | Беррі Леттс    | 23 грудня 1967 - 27 січня 1968 |
| 041   | Мережа страху (англ. The Web of Fear)                 | QQ  | 6 епізодів (епізоди 2-6 втрачено)         | Мервін Хайсмен и Генрі Лінкольн       | Дуглас Кемфілд | 3 лютого - 9 березня 1968      |
| 042   | Лють з глибини (англ. Fury from the Deep)             | RR  | 6 епізодів (усі втрачено)                 | Віктор Пембертон                      | Хью Девід      | 16 березня - 20 квітня 1968    |
| 043   | Колесо в космосі (англ. The Wheel in Space)           | RR  | 6 епізодів (епізоди 1, 2, 4 и 5 втрачені) | Девід Вітейкер і Тристан Де Вере Коле | Хью Девід      | 27 квітня -1 червня 1968       |

### Шостий сезон (1968-69)
| Номер | Назва                                     | Код | Епізоди                              | Сценарист                     | Режисер        | Дата виходу в ефір             |
| ----- | ----------------------------------------- | --- | ------------------------------------ | ----------------------------- | -------------- | ------------------------------ |
| 044   | Домінатори (англ. The Dominators)         | TT  | 5 епізодів                           | Норман Ешбі                   | Морріс Беррі   | 10 серпня - 7 вересня 1968     |
| 045   | Крадій розуму (англ. The Mind Robber)     | UU  | 5 епізодів                           | Пітер Лінг (і Деррик Шервін)  | Девід Мелоні   | 14 вересня - 12 жовтня 1968    |
| 046   | Вторгнення (англ. The Invasion)           | VV  | 8 епізодів (епізоди 1 і 4 втрачено)  | Деррик Шервін і Кіт Педлер    | Дуглас Кемфілд | 2 листопада - 21 грудня 1968   |
| 047   | Кротони (англ. The Krotons)               | WW  | 4 епізоди                            | Роберт Холмс                  | Девід Мелоні   | 28 грудня 1968 - 18 січня 1969 |
| 048   | Насіння смерті (англ. The Seeds of Death) | XX  | 6 епізоди                            | Брайна Хейлз (і Терранс Дикс) | Майкл Фергюсон | 25 січня - 1 березня 1969      |
| 049   | Космічні пірати (англ. The Space Pirates) | YY  | 6 епізоди (епізоди 1 і 3-6 втрачено) | Роберт Холмс                  | Майкл Харт     | 8 березня - 12 квітня 1969     |
| 050   | Воєнні ігри (англ. The War Games)         | ZZ  | 10 епізодів                          | Майкл Хьюлк и Терранс Дикс    | Девід Мелоні   | 19 квітня - 21 червня 1969     |

## Третій доктор
Третього Доктора зіграв Джон Пертві. Після заслання на Землю Доктор проводить вільний час в організації UNIT, але не забуває і про мандрівки зі своїми новими супутниками. Після епізодів «Три Доктори» Володарі Часу скасували заслання, але Доктор, який тісно співрпацював із UNIT'ом, залишився на Землі.

### Сьомий сезон (1970)
| Номер | Назва                                                        | Код | Епізоди                                           | Сценарист                                   | Режисер                      | Дата виходу в ефір         |
| ----- | ------------------------------------------------------------ | --- | ------------------------------------------------- | ------------------------------------------- | ---------------------------- | -------------------------- |
| 051   | Космічний передовий загін (англ. Spearhead from Space)       | AAA | 4 епізоди                                         | Роберт Холмс                                | Дерек Мартинус               | 3-24 січня 1970            |
| 052   | Доктор Хто і Силуріанці (англ. Doctor Who and the Silurians) | BBB | 7 епізодів                                        | Малькольм Хьюлк                             | Тимоті Комб                  | 31 січня - 14 березня 1970 |
| 053   | Посли смерті (англ. The Ambassadors of Death)                | CCC | 7 епізодів (більшість епізодів - лише чорно-білі) | Девід Вітейкер (Тревор Рей і Мальком Хьюлк) | Майкл Фергюсон               | 21 березня - 2 травня 1970 |
| 054   | Пекло (англ. Inferno)                                        | DDD | 7 епізодів                                        | Дон Хаутон                                  | Дуглас Кемфілд и Беррі Леттс | 9 травня - 20 червня 1970  |

### Восьмий сезон (1971)
| Номер | Назва                                      | Код | Епізоди                 | Сценарист                | Режисер          | Дата виходи в ефір         |
| ----- | ------------------------------------------ | --- | ----------------------- | ------------------------ | ---------------- | -------------------------- |
| 055   | Терор Автонів (англ. Terror of the Autons) | EEE | 4 епізоди               | Роберт Холмс             | Беррі Леттс      | 2-23 січня 1971            |
| 056   | Розум зла (англ. The Mind of Evil)         | FFF | 6 епізодів (чорно-білі) | Дон Хаутон               | Тимоті Комб      | 30 січня - 6 березня 1971  |
| 057   | Кігті Аксонів (англ. The Claws of Axos)    | GGG | 4 епізоди               | Боб Бейкер и Дейв Мартін | Майкл Фергюсон   | 13 березня - 1 квітня 1971 |
| 058   | Колонія у космосі (англ. Colony in Space)  | HHH | 6 епізодів              | Малькольм Хьюлк          | Майкл Е. Брайант | 10 квітня - 15 травня 1971 |
| 059   | Демони (англ. The Dæmons)                  | JJJ | 5 епізодів              | Гай Леопольд             | Крістофер Беррі  | 22 травня - 19 червня 1971 |

### Дев'ятий сезон (1972)
| Номер | Назва                                           | Код | Епізоди    | Сценарист                     | Режисер         | Дата виходу в ефір         |
| ----- | ----------------------------------------------- | --- | ---------- | ----------------------------- | --------------- | -------------------------- |
| 060   | День Далеків (англ. Day of the Daleks)          | KKK | 4 епізоди  | Льюис Маркс                   | Пол Бернанд     | 1-22 січня 1972            |
| 061   | Прокляття Пеладони (англ. The Curse of Peladon) | MMM | 4 епізоди  | Брайан Хайлес                 | Ленні Майн      | 29 січня - 19 лютого 1972  |
| 062   | Морські дияволи (англ. The Sea Devils)          | LLL | 6 епізоди  | Мальколь Хьюлк                | Майкл Брайант   | 26 лютого - 1 квітня 1972  |
| 063   | Мутанти (англ. The Mutants)                     | NNN | 6 епізодів | Боб Бейкер и Дейв Мартін      | Крістофер Біррі | 8 квітня - 13 травня 1972  |
| 064   | Часовий монстр (англ. The Time Monster)         | OOO | 6 епізодів | Роберт Сломан (і Беррі Леттс) | Пол Бернанд     | 20 травня - 24 червня 1972 |

### Десятий сезон (1972-73)
| Номер | Назва                                          | Код | Епізоди    | Сценарист                     | Режисер       | Дата виходу в ефір             |
| ----- | ---------------------------------------------- | --- | ---------- | ----------------------------- | ------------- | ------------------------------ |
| 065   | Три Доктори (англ. The Three Doctors)          | RRR | 4 епізоди  | Боб Бейкер і Дейв Мартін      | Ленні Майн    | 30 грудня 1972 - 20 січня 1973 |
| 066   | Карнавал Монстрів (англ. Carnival of Monsters) | PPP | 4 епізоди  | Роберт Холмз                  | Беррі Леттс   | 27 січня - 17 лютого 1973      |
| 067   | Космічний кордон (англ. Frontier in Space)     | QQQ | 6 епізодів | Мальколь Хьюлк                | Пол Бернанд   | 24 лютого - 31 березня 1973    |
| 068   | Планета Далеків (англ. Planet of the Daleks)   | SSS | 6 епізодів | Террі Нейшн                   | Девід Мелоні  | 7 квітня - 12 травня 1973      |
| 069   | Зелена смерть (англ. The Green Death)          | TTT | 6 епізодів | Роберт Сломан (і Беррі Леттс) | Майкл Брайант | 19 травня - 23 червня 1973     |

### Одинадцятий сезон (1973-74)
| Номер | Назва                                                   | Код | Епізоди                           | Сценарист                     | Режисер       | Дата виходу в ефір             |
| ----- | ------------------------------------------------------- | --- | --------------------------------- | ----------------------------- | ------------- | ------------------------------ |
| 070   | Воїн часу (англ. The Time Warrior)                      | UUU | 4 епізоди                         | Роберт Холмз                  | Алан Бромлі   | 15 грудня 1973 - 5 січня 1974  |
| 071   | Вторгнення Динозаврів (англ. Invasion of the Dinosaurs) | WWW | 6 епізодів (епізод 1 чорно-білий) | Малькольм Хьюлк               | Педді Расселл | 12 січня 1974 - 16 лютого 1974 |
| 072   | Смерть Далекам (англ. Death to the Daleks)              | XXX | 4 епізоди                         | Террі Нейшн                   | Майкл Брайант | 23 лютого - 16 березня 1974    |
| 073   | Монстры Пеладони (англ. The Monster of Peladon)         | YYY | 6 епізодів                        | Брайан Хайлес                 | Ленні Майн    | 23 березня - 27 квітня 1974    |
| 074   | Планета павуків (англ. Planet of the Spiders)           | ZZZ | 6 епізодів                        | Роберт Сломан (і Беррі Леттс) | Беррі Леттс   | 4 травня - 8 червня 1974       |

## Четвертий Доктор
Четвертого Доктора зіграв Том Бейкер. Він грав Доктора найдовше — цілих сім сезонів.

### Дванадцятий сезон (1974-75)
| Номер | Назва                                                   | Код | Епізоди    | Сценарист                | Режисер         | Дата виходу в ефір           |
| ----- | ------------------------------------------------------- | --- | ---------- | ------------------------ | --------------- | ---------------------------- |
| 075   | Робот (англ. Robot)                                     | 4A  | 4 епізоди  | Терранс Дикс             | Крістофер Беррі | 29 грудня 1974- 18 січня1975 |
| 076   | Ковчег у космосі (англ. The Ark in Space)               | 4C  | 4 епізоди  | Роберт Холмз             | Родні Бенетт    | 25 січня - 15 лютого 1975    |
| 077   | Експеримент Сонтаранців (англ. The Sontaran Experiment) | 4B  | 2 епізоди  | Боб Бейкер і Дейв Мартін | Родні Бенетт    | 22 лютого - 1 березня 1975   |
| 078   | Походження Далеків (англ. Genesis of the Daleks)        | 4E  | 6 епізодів | Террі Нейшн              | Девід Мелоні    | 8 березня - 12 квітня 1975   |
| 079   | Помста Кіберлюдей (англ. Revenge of the Cybermen)       | 4D  | 4 епізоди  | Геррі Дейвіс             | Майкл Брайант   | 19 квітня - 10 травня 1975   |

### Тринадцятий сезон (1975-76)
| Номер | Назва                                             | Код | Епізоди    | Сценарист           | Режисер         | Дата виходу в ефір           |
| ----- | ------------------------------------------------- | --- | ---------- | ------------------- | --------------- | ---------------------------- |
| 080   | Терор Зайгонів (англ. Terror of the Zygons)       | 4F  | 4 епізоди  | Роберт Бенкс Стюарт | Дуглас Кемфілд  | 30 серпня- 20 вересня 1975   |
| 081   | Планета зла (англ. Planet of Evil)                | 4H  | 4 епізоди  | Льюіс Маркс         | Девід Мелоні    | 27 вересня- 18 жовтня 1975   |
| 082   | Піраміди Марсу (англ. Pyramids of Mars)           | 4G  | 4 епізоди  | Стефан Харріс       | Педді Расселл   | 25 жовтня- 15 листопада 1975 |
| 083   | Вторгнення андроїдів (англ. The Android Invasion) | 4J  | 4 епізоди  | Террі Нейшн         | Беррі Леттс     | 22 листопада- 13 грудня 1975 |
| 084   | Мозок Морбіуса (англ. The Brain of Morbius)       | 4K  | 4 епізоди  | Робін Бленд         | Кристофер Бэрри | 3-24 січня 1976              |
| 085   | Насіння долі (англ. The Seeds of Doom)            | 4L  | 6 епізодів | Роберт Бенкс Стюарт | Дуглас Кемфілд  | 31 січня - 6 березня 1976    |

### Чотирнадцятий сезон (1976-77)
| Номер | Назва                                              | Код | Епізоди    | Сценарист                | Режисер         | Дата виходу в ефір         |
| ----- | -------------------------------------------------- | --- | ---------- | ------------------------ | --------------- | -------------------------- |
| 086   | Маска Мандрагори (англ. The Masque of Mandragora)  | 4M  | 4 епізоди  | Льюис Маркс              | Родні Бенетт    | 4-25 вересня 1976          |
| 087   | Рука страху (англ. The Hand of Fear)               | 4N  | 4 епізоди  | Боб Бейкер и Дейв Мартін | Ленні Майн      | 2-23 жовтня 1976           |
| 088   | Безжалісний убивця (англ. The Deadly Assassin)     | 4P  | 4 епізоди  | Роберт Холмз             | Девід Мелоні    | 30 жовтня - 20 жовтня 1976 |
| 089   | Обличчя зла (англ. The Face of Evil)               | 4Q  | 4 епізоди  | Кріс Бушер               | Пеннант Робертз | 1-22 січня 1977            |
| 090   | Роботи смерті (англ. The Robots of Death)          | 4R  | 4 епізоди  | Крис Бушер               | Майкл Брайант   | 29 січня - 19 лютого 1977  |
| 091   | Кігті Венг-Чанга (англ. The Talons of Weng-Chiang) | 4S  | 6 епізодів | Роберт Холмз             | Девід Мелоні    | 26 лютого - 2 квітня 1977  |

### П'ятнадцятий сезон (1977-78)
| Номер | Назва                                           | Код | Епізоди    | Сценарист                | Режисер               | Дата виходу в ефір            |
| ----- | ----------------------------------------------- | --- | ---------- | ------------------------ | --------------------- | ----------------------------- |
| 092   | Жах проклятої скелі (англ. Horror of Fang Rock) | 4V  | 4 епізоди  | Терранс Дикс             | Педді Расселл         | 3-24 вересня 1977             |
| 093   | Невидимий ворог (англ. The Invisible Enemy)     | 4T  | 4 епізоди  | Боб Бейкер і Дейв Мартін | Деррик Гудвін         | 1-22 жовтня 1977              |
| 094   | Образ Фендала (англ. Image of the Fendahl)      | 4X  | 4 епізоди  | Крис Бушер               | Джордж Спентон-Фостер | 29 жовтня - 19 листопада 1977 |
| 095   | Творці сонця (англ. The Sun Makers)             | 4W  | 4 епізоди  | Роберт Холмз             | Пеннант Робертз       | 26 листопада - 17 грудня 1977 |
| 096   | Інший світ (англ. Underworld)                   | 4Y  | 4 епізоди  | Боб Бейкер и Дейв Мартін | Норман Стюарт         | 7-28 січня 1978               |
| 097   | Часове вторгнення (англ. The Invasion of Time)  | 4Z  | 6 епізодів | Девід Еню                | Джеральд Блейк        | 4 лютого - 11 березня 1978    |

### Шістнадцятий сезон (1978-79)
| Номер | Назва                                            | Код | Епізоди    | Сценарист                | Режисер               | Дата виходу в ефір             |
| ----- | ------------------------------------------------ | --- | ---------- | ------------------------ | --------------------- | ------------------------------ |
| 098   | Операція Рібос (англ. The Ribos Operation)       | 5A  | 4 епізоди  | Роберт Холмз             | Джордж Спентон-Фостер | 2-23 вересня 1978              |
| 099   | Планета піратів (англ. The Pirate Planet)        | 5B  | 4 епізоди  | Дуглас Адамс             | Пеннант Робертз       | 30 вересня - 21 жовтня 1978    |
| 100   | Каміння крові (англ. The Stones of Blood)        | 5C  | 4 епізоди  | Девід Фішер              | Деррол Блейк          | 28 жовтня - 18 листопада 1978  |
| 101   | Андроїди Тари (англ. The Androids of Tara)       | 5D  | 4 епізоди  | Девід Фішер              | Майкл Хайес           | 25 листопада - 16 грудня 1978  |
| 102   | Сила Кролла (англ. The Power of Kroll)           | 5E  | 4 епізоди  | Роберт Холмз             | Норман Стюарт         | 23 грудня 1978 - 13 січня 1979 |
| 103   | Момент Армагеддону (англ. The Armageddon Factor) | 5F  | 6 епізодів | Боб Бейкер и Дейв Мартін | Майкл Хайес           | 20 січня - 24 лютого 1979      |

### Сімнадцятий сезон (1979-80)
| Номер | Назва                                                 | Код | Епізоди    | Сценарист    | Режисер         | Дата виходу в ефір             |
| ----- | ----------------------------------------------------- | --- | ---------- | ------------ | --------------- | ------------------------------ |
| 104   | Доля Далеків (англ. Destiny of the Daleks)            | 5J  | 4 епізоди  | Террі Нейшн  | Кен Грів        | 1-22 вересня 1979              |
| 105   | Місто смерті (англ. City of Death)                    | 5H  | 4 епізоди  | Девід Еню    | Майкл Хайес     | 29 вересня - 20 жовтня 1979    |
| 106   | Створіння з безодні (англ. The Creature from the Pit) | 5G  | 4 епізоди  | Девід Фішер  | Крістофер Беррі | 27 жовтня - 17 листопада 1979  |
| 107   | Жахи Едему (англ. Nightmare of Eden)                  | 5K  | 4 епізоди  | Боб Бейкер   | Алан Бромлі     | 24 листопада - 15 грудня 1979  |
| 108   | Сурма Німона (англ. The Horns of Nimon)               | 5L  | 4 епізоди  | Ентоні Рід   | Кенні МакБейн   | 22 грудня 1979 - 12 січня 1980 |
| —     | Шада (англ. Shada)                                    | 5M  | 6 епізодів | Дуглас Адамс | Пеннант Робертз | не показано                    |

### Вісімнадцятий сезон (1980-81)
| Номер | Назва                                           | Код | Епізоди   | Сценарист                      | Режисер                 | Дата виходу в ефір            |
| ----- | ----------------------------------------------- | --- | --------- | ------------------------------ | ----------------------- | ----------------------------- |
| 109   | Вільний рій (англ. The Leisure Hive)            | 5N  | 4 епізоди | Девід Фішер                    | Ловетт Бікфорд          | 30 серпня - 20 вересня 1980   |
| 110   | Меглос (англ. Meglos)                           | 5Q  | 4 епізоди | Джон Фланаган и Ендрю МакКюлок | Теренс Дадлі            | 27 вересня - 18 жовтня 1980   |
| 111   | Повне коло (англ. Full Circle)                  | 5R  | 4 епізоди | Ендрю Сміт                     | Пітер Грімуейд          | 25 жовтня - 15 листопада 1980 |
| 112   | Стан руйнування (англ. State of Decay)          | 5P  | 4 епізоди | Терранс Дікс                   | Пітер Моффат            | 22 листопада - 13 грудня 1980 |
| 113   | Брама Воїнів (англ. Warriors' Gate)             | 5S  | 4 епізоди | Стефан Галагер                 | Пол Джойс и Грем Харпер | 3-24 січня 1981               |
| 114   | Хранитель Трейкена (англ. The Keeper of Traken) | 5T  | 4 епізоди | Джоні Бірн                     | Джон Блек               | 31 січня - 21 лютого 1981     |
| 115   | Логополіс (англ. Logopolis)                     | 5V  | 4 епізоди | Крістофер Х. Бідмід            | Пітер Грімуейд          | 28 лютого - 21 березня 1981   |

## П'ятий Доктор
П'ятого Доктора зіграв Пітер Девісон.

### Дев'ятнадцятий сезон (1982)
| Номер | Назва                                          | Код | Епізоди   | Сценарист           | Режисер        | Дата виходу в ефір |
| ----- | ---------------------------------------------- | --- | --------- | ------------------- | -------------- | ------------------ |
| 116   | Кастровальва (англ. Castrovalva)               | 5Z  | 4 епізоди | Крістофер Х. Бідмід | Фіона Кьюммінг | 4-12 січня 1982    |
| 117   | Четверо у Судний День (англ. Four to Doomsday) | 5W  | 4 епізоди | Теренс Дадлі        | Джон Блек      | 18-26 січня 1982   |
| 118   | Кінда (англ. Kinda)                            | 5Y  | 4 епізоди | Крістофер Бейлі     | Пітер Грімуейд | 1-9 лютого 1982    |
| 119   | Об'їзд (англ. The Visitation)                  | 5X  | 4 епізоди | Ерік Савард         | Пітер Моффат   | 15-23 лютого 1982  |
| 120   | Чорна орхідея (англ. Black Orchid)             | 6A  | 2 епізоди | Теренс Дадлі        | Рон Джонс      | 1-2 березня 1982   |
| 121   | Землетрус (англ. Earthshock)                   | 6B  | 4 епізоди | Ерік Савард         | Пітер Грімуейд | 8-16 березня 1982  |
| 122   | Часовий політ (англ. Time-Flight)              | 6C  | 4 епізоди | Пітер Грімуейд      | Рон Джонс      | 22-30 березня 1982 |

### Двадцятий сезон (1983)
| Номер | Назва                                       | Код | Епізоди                                             | Сценарист       | Режисер        | Дата виходу в ефір |
| ----- | ------------------------------------------- | --- | --------------------------------------------------- | --------------- | -------------- | ------------------ |
| 123   | Арка нескінченності (англ. Arc of Infinity) | 6E  | 4 епізоди                                           | Джоні Бірн      | Рон Джонс      | 3-12 січня 1983    |
| 124   | Танець змії (англ. Snakedance)              | 6D  | 4 епізоди                                           | Крістофер Бейлі | Фіона Кьюмминг | 18-26 січня 1983   |
| 125   | Мрець Модрін (англ. Mawdryn Undead)         | 6F  | 4 епізоди                                           | Пітер Грімуейд  | Пітер Моффат   | 1-9 лютого 1983    |
| 126   | Термінус (англ. Terminus)                   | 6G  | 4 епізоди                                           | Стефан Галагер  | Мері Ридж      | 15-23 лютого 1983  |
| 127   | Просвітлення (англ. Enlightenment)          | 6H  | 4 епізоди                                           | Барбара Клегг   | Фіона Кьюмминг | 1-9 березня 1983   |
| 128   | Демони короля (англ. The King's Demons)     | 6J  | 2 епізоди                                           | Теренс Дадлі    | Тоні Вірго     | 15-16 березня 1983 |
| 129   | П'ять Докторів (англ. The Five Doctors)     | 6K  | 90-хвилинний спеціальний випуск до 20-річчя серіалу | Терранс Дікс    | Пітер Моффат   | 23 листопада 1983  |

### Двадцять перший сезон (1984)
| Номер | Назва                                                  | Код | Епізоди                     | Сценарист           | Режисер           | Дата виходу в ефір         |
| ----- | ------------------------------------------------------ | --- | --------------------------- | ------------------- | ----------------- | -------------------------- |
| 130   | Воїни глибини (англ. Warriors of the Deep)             | 6L  | 4 епізоди                   | Джоні Бірн          | Пеннант Робертз   | 5-13 січня 1984            |
| 131   | Пробудження (англ. The Awakening)                      | 6M  | 2 епізоди                   | Ерік Прінгл         | Майкл Оуен Морріс | 19-20 січня 1984           |
| 132   | Фронтіос (англ. Frontios)                              | 6N  | 4 епізоди                   | Крістофер Х. Бідмід | Рон Джонс         | 26 січня - 3 лютого 1984   |
| 133   | Воскресіння Далеків (англ. Resurrection of the Daleks) | 6P  | 2 епізоди (45 хвилин кожен) | Ерік Савард         | Метью Робінсон    | 8-15 лютого 1984           |
| 134   | Планета вогню (англ. Planet of Fire)                   | 6Q  | 4 епізоди                   | Пітер Грімуейд      | Фіона Кьюмминг    | 23 лютого - 2 березня 1984 |
| 135   | Печери Андрозані (англ. The Caves of Androzani)        | 6R  | 4 епізоди                   | Роберт Холмз        | Грем Харпер       | 8-16 березня 1984          |

## Шостий Доктор
Шостого Доктора зіграв Колін Бейкер.

### Двадцять перший сезон (1984) - продовження
| Номер | Назва                                    | Код | Епізоди   | Сценарист     | Режисер      | Дата виходу в ефір |
| ----- | ---------------------------------------- | --- | --------- | ------------- | ------------ | ------------------ |
| 136   | Подвійна дилема (англ. The Twin Dilemma) | 6S  | 4 епізоди | Ентоні Стівен | Пітер Моффат | 22-30 березня 1984 |

### Двадцять другий сезон (1985)
| Номер | Назва                                             | Код | Епізоди   | Сценарист          | Режисер         | Дата виходу в ефір         |
| ----- | ------------------------------------------------- | --- | --------- | ------------------ | --------------- | -------------------------- |
| 137   | Атака Кіберлюдей (англ. Attack of the Cybermen)   | 6T  | 2 епізоди | Поула Мур          | Метью Робінсон  | 5-12 січня 1985            |
| 138   | Помста на Варосі (англ. Vengeance on Varos)       | 6V  | 2 епізоди | Філіп Мартін       | Рон Джонс       | 19-26 січня 1985           |
| 139   | Знак Рані (англ. The Mark of the Rani)            | 6X  | 2 епізоди | Піп і Джейн Бейкер | Сара Хеллінгс   | 2-9 лютого 1985            |
| 140   | Два Доктори (англ. The Two Doctors)               | 6W  | 3 епізоди | Роберт Холмз       | Пітер Моффат    | 16 лютого - 2 березня 1985 |
| 141   | Удар часу (англ. Timelash)                        | 6Y  | 2 епізоди | Глен МакКой        | Пеннант Робертз | 9-16 березня 1985          |
| 142   | Викриття Далеків (англ. Revelation of the Daleks) | 6Z  | 2 епізоди | Ерік Савард        | Грем Харпер     | 20-23 березня 1985         |

### Двадцять третій сезон (1986)
Після 18-місячної перерви серіал повернувся на екрани. Весь сезон називається "Суд над Володарем Часу" і розбитий на чотири сегменти.
| Номер | Назва                                          | Код | Епізоди                               | Сценарист                        | Режисер        | Дата виходу в ефір           |
| ----- | ---------------------------------------------- | --- | ------------------------------------- | -------------------------------- | -------------- | ---------------------------- |
| 143   | Таємничк планета (англ. The Mysterious Planet) | 7A  | 4 епізоди                             | Роберт Холмз                     | Ніколас Маллет | 6-27 вересня 1986            |
| 143   | Шолом правди (англ. Mindwarp)                  | 7B  | 4 епізоди                             | Філіп Мартін                     | Рон Джонс      | 4-25 жовтня 1986             |
| 143   | Терор Вервоїдів (англ. Terror of the Vervoids) | 7C  | 4 епізоди                             | Піп і Джейн Бейкер               | Кріс Клуф      | 1-22 листопада 1986          |
| 143   | Останній ворог (англ. The Ultimate Foe)        | 7C  | 2 епізоди (епізод 2 триває 30 хвилин) | Роберт Холмз, Піп і Джейн Бейкер | Кріс Клуф      | 29 листопада - 6 грудня 1986 |

## Сьомий Доктор
Сьомого Доктора зіграв Сильвестр Мак-Кой.

### Двадцять четвертий сезон (1987)
| Номер | Назва                                                  | Код | Епізоди   | Сценарист          | Режисер         | Дата виходу в ефір           |
| ----- | ------------------------------------------------------ | --- | --------- | ------------------ | --------------- | ---------------------------- |
| 144   | Час і Рані (англ. Time and the Rani)                   | 7D  | 4 епізоди | Піп і Джейн Бейкер | Ендрю Морган    | 7-28 вересня 1987            |
| 145   | Райські вежі (англ. Paradise Towers)                   | 7E  | 4 епізоди | Стефан Уайатт      | Ніколас Маллетт | 5-26 жовтня 1987             |
| 146   | Дельта і прапороносець (англ. Delta and the Bannermen) | 7F  | 3 епізоди | Малькольм Колл     | Кріс Клуф       | 2-16 листопада 1987          |
| 147   | Вогонь дракона (англ. Dragonfire)                      | 7G  | 3 епізоди | Ян Бриггс          | Кріс Клуф       | 23 листопада - 7 грудня 1987 |

### Двадцять п'ятий сезон (1988-89)
| Номер | Назва                                                           | Код | Епізоди   | Сценарист     | Режисер      | Дата виходу в ефір            |
| ----- | --------------------------------------------------------------- | --- | --------- | ------------- | ------------ | ----------------------------- |
| 148   | Спогади Далеків (англ. Remembrance of the Daleks)               | 7H  | 4 епізоди | Бен Аронович  | Ендрю Морган | 5-16 жовтня 1988              |
| 149   | Патруль щастя (англ. The Happiness Patrol)                      | 7L  | 3 епізоди | Грем Каррі    | Кріс Клуф    | 2-16 листопада 1988           |
| 150   | Срібна Немезида (англ. Silver Nemesis)                          | 7K  | 3 епізоди | Кевін Клерк   | Кріс Клуф    | 23 листопада - 7 грудня 1988  |
| 151   | Найбільше шоу Галактики (англ. The Greatest Show in the Galaxy) | 7J  | 4 епізоди | Стефан Уайатт | Алан Варейнг | 14 грудня 1988 - 4 січня 1989 |

### Двадцять шостий сезон (1989)
| Номер | Назва                                         | Код | Епізоди   | Сценарист    | Режисер         | Дата виходу в ефір            |
| ----- | --------------------------------------------- | --- | --------- | ------------ | --------------- | ----------------------------- |
| 152   | Поле бою (англ. Battlefield)                  | 7N  | 4 епізоди | Бен Аронович | Майкл Керріган  | 6-27 вересня 1989             |
| 153   | Сяяння привида (англ. Ghost Light)            | 7Q  | 3 епізоди | Марк Платт   | Алан Варейнг    | 4-18 жовтня 1989              |
| 154   | Прокляття Фенріка (англ. The Curse of Fenric) | 7M  | 4 епізоди | Ян Бриггс    | Ніколас Маллетт | 25 жовтня - 15 листопада 1989 |
| 155   | Виживання (англ. Survival)                    | 7P  | 3 епізоди | Рона Мунро   | Алан Варейнг    | 22 листопада - 6 грудня 1989  |

## Восьмий Доктор
Восьмого Доктора у єдиному фільмі зіграв Пол МакГанн

### Повнометражний фільм
| Номер | Назва                         | Код | Епізоди                         | Сценарист   | Режисер     | Дата виходу в ефір |
| ----- | ----------------------------- | --- | ------------------------------- | ----------- | ----------- | ------------------ |
| 156   | Доктор Хто (англ. Doctor Who) | TVM | 89-хвилинний телевізійний фільм | Метью Якобс | Джефрі Сакс | 12 травня 1996     |

## Дев'ятий Доктор
У 2005 році, після 16-річної перерви, ВВС поновила серіал Доктор Хто з Расселом Т. Девісом, Джулі Гарднер і Мелом Янгом в ролі виконавчих продюсерів. Доктора зіграв Крістофер Екклстон.
Попри те, що команда вирішила почати нумерацію сезонів спочатку, деякі прихильники називають сезон 2005 року 27-м і так далі.
Нові епізоди — широкоформатні. Їхня тривалість становить 45 хвилин. Уперше з часів сезону 1964—1965 року кожна серія має власну назву, навіть якщо вона об'єднана із іншими у смислову арку.

### Перший (двадцять сьомий) сезон (2005)
| Номер | Назва                                                                                        | Код       | Епізоди   | Сценарист         | Режисер      | Дата виходу в ефір            |
| ----- | -------------------------------------------------------------------------------------------- | --------- | --------- | ----------------- | ------------ | ----------------------------- |
| 157   | «Роуз» (англ. Rose)                                                                          | 1.1       | 1 епізод  | Расселл Т. Девіс  | Кейт Боук    | 26 березня 2005               |
| 158   | «Кінець світу» (англ. The End of the World)                                                  | 1.2       | 1 епізод  | Расселл Т. Дейвис | Еврос Лін    | 2 квітня 2005                 |
| 159   | «Невгамовні мерці» (англ. The Unquiet Dead)                                                  | 1.3       | 1 епізод  | Марк Гатісс       | Еврос Лін    | 9 квітня 2005                 |
| 160   | «Прибульці в Лондоні» (англ. Aliens of London) «Третя світова війна» (англ. World War Three) | 1.4 1.5   | 2 епізоди | Расселл Т. Девіс  | Кейт Боук    | 16 квітня 2005 23 квітня 2005 |
| 161   | «Далек» (англ. Dalek)                                                                        | 1.6       | 1 епізод  | Роберт Ширман     | Джо Ехерн    | 30 квітня 2005                |
| 162   | «Довготривала гра» (англ. The Long Game)                                                     | 1.7       | 1 епізод  | Расселл Т. Девіс  | Брайан Грант | 7 травня 2005                 |
| 163   | «День батька» (англ. Father's Day)                                                           | 1.8       | 1 епізод  | Пол Корнелл       | Джо Ехерн    | 14 травня 2005                |
| 164   | «Порожня дитина» (англ. The Empty Child) «Доктор танцює» (англ. The Doctor Dances)           | 1.9 1.10  | 2 епізоди | Стівен Моффат     | Джеймс Хоуз  | 21 травня 2005 28 травня 2005 |
| 165   | «Бум у місті» (англ. Boom Town)                                                              | 1.11      | 1 епізод  | Расселл Т. Девіс  | Джо Ехерн    | 4 червня 2005                 |
| 166   | «Злий вовк» (англ. Bad Wolf) «Роздоріжжя» (англ. The Parting of the Ways)                    | 1.12 1.13 | 2 епізоди | Расселл Т. Девіс  | Джо Ехерн    | 11 червня 2005 18 червня 2005 |

## Десятий Доктор
Роль Десятого Доктора виконав Девід Теннант.

### Спеціальні випуски (2005)
| Номер                                      | Назва                                                           | Код                                        | Епізоди                                                                            | Сценарист                                  | Режисер                                    | Дата виходу в ефір                         |
| Спеціальний випуск "Діти у злиднях" (2005) | Спеціальний випуск "Діти у злиднях" (2005)                      | Спеціальний випуск "Діти у злиднях" (2005) | Спеціальний випуск "Діти у злиднях" (2005)                                         | Спеціальний випуск "Діти у злиднях" (2005) | Спеціальний випуск "Діти у злиднях" (2005) | Спеціальний випуск "Діти у злиднях" (2005) |
| ------------------------------------------ | --------------------------------------------------------------- | ------------------------------------------ | ---------------------------------------------------------------------------------- | ------------------------------------------ | ------------------------------------------ | ------------------------------------------ |
| —                                          | Доктор Хто: Діти у злиднях (англ. Doctor Who: Children in Need) | CIN                                        | 7-хвилинний спецвипуск                                                             | Расселл Т. Девіс                           | Еврос Лін                                  | 18 листопада 2005                          |
| Спеціальний різдвяний випуск (2005)        |                                                                 |                                            |                                                                                    |                                            |                                            |                                            |
| 167                                        | Різдвяне вторгнення (англ. The Christmas Invasion)              | 2.X                                        | 60-хвилинний спецвипуск                                                            | Расселл Т. Девіс                           | Джеймс Хоуз                                | 25 грудня 2005                             |
| Інтерактивний епізод (2005)                |                                                                 |                                            |                                                                                    |                                            |                                            |                                            |
| —                                          | «Атака Граска» (англ. Attack of the Graske)                     | —                                          | 14-хвилинний інтерактивний епізод (2 варіанти розвитку сюжету: перемога і поразка) | Гарет Робертс                              | Ешлі Вей                                   | 25 грудня 2005                             |

### Другий (двадцять восьмий) сезон (2006)
| Номер | Назва                                                                                  | Код       | Епізоди   | Сценарист        | Режисер       | Дата виходу в ефір            |
| ----- | -------------------------------------------------------------------------------------- | --------- | --------- | ---------------- | ------------- | ----------------------------- |
| 168   | Нова Земля (англ. New Earth)                                                           | 2.1       | 1 епізод  | Расселл Т. Девіс | Джеймс Хоуз   | 15 квітня 2006                |
| 169   | Ікло та кіготь (англ. Tooth and Claw)                                                  | 2.2       | 1 епізод  | Расселл Т. Девіс | Еврос Лін     | 22 квітня 2006                |
| 170   | Шкільна зустріч (англ. School Reunion)                                                 | 2.3       | 1 епізод  | Тобі Вітхаус     | Джемс Хоус    | 29 квітня 2006                |
| 171   | Дівчина в каміні (англ. The Girl in the Fireplace)                                     | 2.4       | 1 епізод  | Стівен Моффат    | Еврос Лін     | 6 травня 2006                 |
| 172   | Повстання кіберлюдей (англ. Rise of the Cybermen) Сталева ера (англ. The Age of Steel) | 2.5 2.6   | 2 епізоди | Том МакРей       | Грем Харпер   | 13 травня 2006 20 травня 2006 |
| 173   | Ящик для ідіота (англ. The Idiot's Lantern)                                            | 2.7       | 1 епізод  | Марк Гатісс      | Еврос Лін     | 27 травня 2006                |
| 174   | Неможлива планета (англ. The Impossible Planet) Темниця сатани (англ. The Satan Pit)   | 2.8 2.9   | 2 епізоди | Метт Джонс       | Джеймс Стронг | 3 червня 2006 10 червня 2006  |
| 175   | Кохання і монстри (англ. Love & Monsters)                                              | 2.10      | 1 епізод  | Расселл Т. Девіс | Ден Зефф      | 17 червня 2006                |
| 176   | Бійтеся її (англ. Fear Her)                                                            | 2.11      | 1 епізод  | Меттью Грехем    | Еврос Лін     | 24 червня 2006                |
| 177   | Армія привидів (англ. Army of Ghosts) Судний день (англ. Doomsday)                     | 2.12 2.13 | 2 епізоди | Расселл Т. Девіс | Грем Харпер   | 1 липня 2006 8 липня 2006     |

### Спеціальні випуски (2006)
| Номер                               | Назва                                       | Код                                 | Епізоди                             | Сценарист                           | Режисер                             | Дата виходу в ефір                  |
| Спеціальний різдвяний випуск (2006) | Спеціальний різдвяний випуск (2006)         | Спеціальний різдвяний випуск (2006) | Спеціальний різдвяний випуск (2006) | Спеціальний різдвяний випуск (2006) | Спеціальний різдвяний випуск (2006) | Спеціальний різдвяний випуск (2006) |
| ----------------------------------- | ------------------------------------------- | ----------------------------------- | ----------------------------------- | ----------------------------------- | ----------------------------------- | ----------------------------------- |
| 178                                 | Наречена-утікачка (англ. The Runaway Bride) | 3.X                                 | 60-хвилинний спецвипуск             | Расселл Т. Девіс                    | Еврос Лін                           | 25 грудня 2006                      |

### Третій (двадцять дев'ятий) сезон (2007)
| Номер | Назва | Код            | Епізоди                            | Сценарист        | Режисер                           | Дата виходу в ефір                           |
| ----- | --- | -------------- | ---------------------------------- | ---------------- | --------------------------------- | -------------------------------------------- |
| 179   | Сміт і Джонс (англ. Smith and Jones)                                                                                 | 3.1            | 1 епізод                           | Расселл Т. Девіс | Чарльз Палмер                     | 31 березня 2007                              |
| 180   | Код Шекспіра (англ. The Shakespeare Code)                                                                            | 3.2            | 1 епізод                           | Гарет Робертс    | Чарльз Палмер                     | 7 квітня 2007                                |
| 181   | Затор (англ. Gridlock)                                                                                               | 3.3            | 1 епізод                           | Расселл Т. Девіс | Річард Кларк                      | 14 квітня 2007                               |
| 182   | Далеки на Манхеттені (англ. Daleks in Manhattan) Еволюція далеків (англ. Evolution of the Daleks)                    | 3.4 3.5        | 2 епізоди                          | Хелен Рейнор     | Джеймс Стронг                     | 21 квітня 2007 28 квітня 2007                |
| 183   | Експеримент Лазаруса (англ. The Lazarus Experiment)                                                                  | 3.6            | 1 епізод                           | Стівен Грінхорн  | Річард Кларк                      | 5 травня 2007                                |
| 184   | 42 (англ. 42) | 3.7            | 1 епізод                           | Кріс Чібнел      | Грем Харпер                       | 19 травня 2007                               |
| 185   | Людська природа (англ. Human Nature) Сім'я крові (англ. The Family of Blood)                                         | 3.8 3.9        | 2 епізоди                          | Пол Корнелл      | Чарльз Палмер                     | 26 травня 2007 2 червня 2007                 |
| 186   | Кліп-кліп (англ. Blink)                                                                                              | 3.10           | 1 епізод                           | Стівен Моффат    | Хетті МакДональд                  | 9 червня 2007                                |
| 187   | Утопія (англ. Utopia) Барабанний бій (англ. The Sound of Drums) Останній володар часу (англ. Last of the Time Lords) | 3.11 3.12 3.13 | 3 епізоди (3.13 триває 52 хвилини) | Расселл Т. Девіс | Грем Харпер Колін Тіг (2 епізоди) | 16 червня 2007 23 червня 2007 30 червня 2007 |

### Спеціальні випуски (2007)
| Номер                                        | Назва                                               | Код                                          | Епізоди                                      | Сценарист                                    | Режисер                                      | Дата виходу в ефір                           |
| Спеціальний випуск Totally Doctor Who (2007) | Спеціальний випуск Totally Doctor Who (2007)        | Спеціальний випуск Totally Doctor Who (2007) | Спеціальний випуск Totally Doctor Who (2007) | Спеціальний випуск Totally Doctor Who (2007) | Спеціальний випуск Totally Doctor Who (2007) | Спеціальний випуск Totally Doctor Who (2007) |
| -------------------------------------------- | --------------------------------------------------- | -------------------------------------------- | -------------------------------------------- | -------------------------------------------- | -------------------------------------------- | -------------------------------------------- |
| —                                            | У пошуках нескінченності (англ. The Infinite Quest) | —                                            | Анімаційний серіал (13 x 3:30 або 45 хвилин) | Алан Барнс                                   | Гаррі Расселл                                | 2 квітня- 30 червня 2007                     |
| Спеціальний випуск «Діти у злиднях» (2007)   |                                                     |                                              |                                              |                                              |                                              |                                              |
| —                                            | «Аварія в часі» (англ. Time Crash)                  | CIN2                                         | 8-хвилинний спецвипуск                       | Стівен Моффат                                | Грем Харпер                                  | 16 листопада 2007                            |
| Спеціальний різдвяний випуск (2007)          |                                                     |                                              |                                              |                                              |                                              |                                              |
| 188                                          | Мандрівка проклятих (англ. Voyage of the Damned)    | 4.X                                          | 72-хвилинний спецвипуск                      | Расселл Т. Девіс                             | Джеймс Стронг                                | 25 грудня 2007                               |

### Четвертий (тридцятий) сезон (2008)
| Номер | Назва                                                                                   | Код       | Епізоди                           | Сценарист         | Режисер          | Дата виходу в ефір           |
| ----- | --------------------------------------------------------------------------------------- | --------- | --------------------------------- | ----------------- | ---------------- | ---------------------------- |
| 189   | «Спільники (Доктор Хто)» (англ. Partners in Crime)                                      | 4.1       | 1 епізод (50 хвилин)              | Расселл Т. Девіс  | Джеймс Стронг    | 5 квітня 2008                |
| 190   | Вогні Помпеї (англ. The Fires of Pompeii)                                               | 4.3       | 1 епізод (50 хвилин)              | Джеймс Моран      | Колін Тіг        | 12 квітня 2008               |
| 191   | Планета удів (англ. Planet of the Ood)                                                  | 4.2       | 1 епізод                          | Кейт Темпл        | Грем Харпер      | 19 квітня 2008               |
| 192   | План сонтаранців (англ. The Sontaran Stratagem) Отруєне небо (англ. The Poison Sky)     | 4.4 4.5   | 2 епізоди                         | Хелен Рейнор      | Дуглас МакКіннон | 26 квітня 2008 3 травня 2008 |
| 193   | Донька Доктора (англ. The Doctor's Daughter)                                            | 4.6       | 1 епізод                          | Стівен Грінхорн   | Еліс Тротон      | 10 травня 2008               |
| 194   | Єдиноріг і оса (англ. The Unicorn and the Wasp)                                         | 4.7       | 1 епізод                          | Гарет Робертс     | Грем Харпер      | 17 травня 2008               |
| 195   | Тиша у Бібліотеці (англ. Silence in the Library) Ліс мертвих (англ. Forest of the Dead) | 4.9 4.10  | 2 епізоди                         | Стівен Моффат     | Еврос Лін        | 31 травня 2008 7 червня 2008 |
| 196   | Північ (англ. Midnight)                                                                 | 4.8       | 1 епізод                          | Расселл Т. Девіс  | Еліс Тротон      | 14 червня 2008               |
| 197   | Поверни ліворуч (англ. Turn Left)                                                       | 4.11      | 1 епізод (50 хвилин)              | Расселл Т. Дейвис | Грем Харпер      | 21 июня 2008                 |
| 198   | Вкрадена Земля (англ. The Stolen Earth) Кінець мандрівки (англ. Journey's End)          | 4.12 4.13 | 2 епізоди (4.13 триває 65 хвилин) | Расселл Т. Девіс  | Грем Харпер      | 28 червня 2008 5 липня 2008  |

### Спеціальні випуски (2008)
| Номер                               | Назва                                    | Код                                 | Епізоди                             | Сценарист                           | Режисер                             | Дата виходу в ефір                                                                 |
| Спеціальний випуск BBC Proms (2008) | Спеціальний випуск BBC Proms (2008)      | Спеціальний випуск BBC Proms (2008) | Спеціальний випуск BBC Proms (2008) | Спеціальний випуск BBC Proms (2008) | Спеціальний випуск BBC Proms (2008) | Спеціальний випуск BBC Proms (2008)                                                |
| ----------------------------------- | ---------------------------------------- | ----------------------------------- | ----------------------------------- | ----------------------------------- | ----------------------------------- | ---------------------------------------------------------------------------------- |
| —                                   | Музика сфер (англ. Music of the Spheres) | —                                   | 7-хвилинний спецвипуск              | Расселл Т. Девіс                    | Еврос Лін                           | 27 червня 2008 на BBC iPlayes і BBC Radio 3 (тілько аудіо) 1 січня 2009 на BBC One |
| Спеціальний різдвяний випуск (2008) |                                          |                                     |                                     |                                     |                                     |                                                                                    |
| 199                                 | Наступний Доктор (англ. The Next Doctor) | 4.14                                | 60-хвилинний спецвипуск             | Расселл Т. Девіс                    | Енді Годдар                         | 25 грудня 2008                                                                     |

### Спеціальні випуски (2009—2010)
| Номер                                    | Назва                                      | Код                                  | Епізоди                                         | Сценарист                            | Режисер                              | Дата виходу в ефір                   |
| Спеціальний великодній випуск (2009)     | Спеціальний великодній випуск (2009)       | Спеціальний великодній випуск (2009) | Спеціальний великодній випуск (2009)            | Спеціальний великодній випуск (2009) | Спеціальний великодній випуск (2009) | Спеціальний великодній випуск (2009) |
| ---------------------------------------- | ------------------------------------------ | ------------------------------------ | ----------------------------------------------- | ------------------------------------ | ------------------------------------ | ------------------------------------ |
| 200                                      | Планета мертвих (англ. Planet of the Dead) | 4.15                                 | 60-хвилинний спецепізод                         | Расселл Т. Девіс Гарет Робертс       | Джеймс Стронг                        | 11 квітня 2009                       |
| Спеціальний анімаційний серіал (2009)    |                                            |                                      |                                                 |                                      |                                      |                                      |
| —                                        | Країна мрій (англ. Dreamland)              | —                                    | 7 анімаційних епізодів по 6 хвилин              | Філ Форд                             | Гері Рассел                          | Осінь 2009                           |
| Спеціальний листопадовий випуск (2009)   |                                            |                                      |                                                 |                                      |                                      |                                      |
| 201                                      | Води Марсу (англ. The Waters of Mars)      | 4.16                                 | 60-хвилинний спецвипуск                         | Расселл Т. Девіс Філ Форд            | Грем Харпер                          | 15 листопада 2009                    |
| Спеціальний різдвяний випуск (2009—2010) |                                            |                                      |                                                 |                                      |                                      |                                      |
| 202                                      | Кінець часу (англ. The End of Time)        | 4.17 4.18                            | 60-хвилинний спецвипуск 75-хвилинний спецвипуск | Расселл Т. Девіс                     | Еврос Лін                            | 25 грудня 2009 01 січня 2010         |

## Одинадцятий Доктор
Одинадцятого Доктора грає актор Метт Сміт. Перший епізод нового 13-серійного сезону побачив світ на Великдень 2010 року. Нові серії знімає абсолютно нова команда, починаючи від акторів і закінчуючи цехом сценаристів. Так, посаду продюсера і головного сценариста від Рассела Девіса перейняв Стівен Моффат.
У зйомках взяла участь Алекс Кінгстон, яка виконувала роль Рівер Сонг. Її персонаж з'явився у двох сюжетних арках: «Час янголів»/«Плоть і камінь» і «Пандорика вікривається»/«Великий вибух».

### П'ятий (тридцять перший) сезон (2010)[2]
| Номер | Назва                                                                                  | Код       | Епізоди                           | Сценарист     | Режисер         | Дата виходу в ефір            |
| ----- | -------------------------------------------------------------------------------------- | --------- | --------------------------------- | ------------- | --------------- | ----------------------------- |
| 203   | «Одинадцята година» (англ. The Eleventh Hour)                                          | 5.1       | 1 епізод (60 хвилин)              | Стівен Моффат | Адам Сміт       | 3 квітня 2010                 |
| 204   | Звір унизу (англ. The Beast Below)                                                     | 5.2       | 1 епізод                          | Стівен Моффат | Ендрю Ґанн      | 10 квітня 2010                |
| 205   | Перемога далеків (англ. Victory of the Daleks)                                         | 5.3       | 1 епізод                          | Марк Гаттіс   | Ендрю Ґанн      | 17 квітня 2010                |
| 206   | Час янголів (англ. The Time of Angels) Плоть і камінь (англ. Flesh and Stone)          | 5.4 5.5   | 2 епізоди                         | Стівен Моффат | Адам Сміт       | 24 квітня 2010 1 травня 2010  |
| 207   | Вампіри Венеції (англ. Vampires of Venice)                                             | 5.6       | 1 епізод                          | Тобі Вайтхаус | Джонні Кемпбелл | 8 травня 2010                 |
| 208   | Вибір Емі (англ. Amy's Choice)                                                         | 5.7       | 1 епізод                          | Саймон Най    | Кетрін Моршед   | 15 травня 2010                |
| 209   | Голодна Земля (англ. The Hungry Earth) Холоднокровні (англ. Cold Blood)                | 5.8 5.9   | 2 епізоди                         | Кріс Чібнолл  | Ешлі Вей        | 22 травня 2010 29 травня 2010 |
| 210   | Вінсент і Доктор (англ. Vincent and the Doctor)                                        | 5.10      | 1 епізод                          | Річард Кертіс | Джонні Кемпбелл | 5 червня 2010                 |
| 211   | Мешканець (англ. Lodger)                                                               | 5.11      | 1 епізод                          | Гарет Робертс | Кетрін Моршед   | 12 червня 2010                |
| 212   | Пандорика відкривається (англ. The Pandorica Opens) Великий вибух (англ. The Big Bang) | 5.12 5.13 | 2 епізоди (5.13 триває 55 хвилин) | Стівен Моффат | Тобі Гейнс      | 19 червня 2010 26 червня 2010 |

### Спеціальні випуски (2010)
| Номер                               | Назва                               | Код                                 | Епізоди                             | Сценарист                           | Режисер                             | Дата виходу в ефір                  |
| Спеціальний різдвяний випуск (2010) | Спеціальний різдвяний випуск (2010) | Спеціальний різдвяний випуск (2010) | Спеціальний різдвяний випуск (2010) | Спеціальний різдвяний випуск (2010) | Спеціальний різдвяний випуск (2010) | Спеціальний різдвяний випуск (2010) |
| ----------------------------------- | ----------------------------------- | ----------------------------------- | ----------------------------------- | ----------------------------------- | ----------------------------------- | ----------------------------------- |
| 213                                 | Різдвяна пісня                      | 6.X                                 | 60-хвилинний спецвипуск             | Стівен Моффат                       | Тобі Гейнс                          | 25 грудня 2010                      |

### Шостий (тридцять другий) сезон (2011)
У шостому сезоні, який вийшов на екрани двома частинами: навесні та восени 2011 року, Метт Сміт продовжив виконувати роль Доктора, а Карен Гілан і Артур Дервіл — ролі Емі Понд і Рорі Вільямса відповідно. Це вперше після відновлення серіалу новий сезон почався без змін в акторському складі.
У сезоні було розкрито питання Тиші та постать Рівер Сонг.
| Номер | Назва | Код     | Епізоди                  | Сценарист     | Режисер                   | Дата виходу в ефір            |
| ----- | --- | ------- | ------------------------ | ------------- | ------------------------- | ----------------------------- |
| 214   | «Неможливий астронавт» (англ. The Impossible Astronaut) «День Місяця» (англ. Day of the Moon)              | 6.1 6.2 | 2 епізоди                | Стівен Моффат | Тобі Гейнс                | 23 квітня 2011 30 квітня 2011 |
| 215   | Прокляття чорної мітки (англ. The Curse of the Black Spot)                                                 | 6.3     | 1 епізод                 | Стів Томпсон  | Джеремі Вебб              | 7 травня 2011                 |
| 216   | Дружина Доктора (англ. The Doctor's Wife)                                                                  | 6.4     | 1 епізод                 | Ніл Гейман    | Ричард Кларк              | 14 травня 2011                |
| 217   | Буремна плоть (англ. The Rebel Flesh) Майже люди (англ. The Almost People)                                 | 6.5 6.6 | 2 епізоди                | Метью Грехем  | Джуліан Сімпсон           | 21 травня 2011 28 травня 2011 |
| 218   | Хороша людина іде на війну (англ. A Good Man Goes to War) «Давай уб'ємо Гітлера» (англ. Let’s Kill Hitler) | 6.7 6.8 | 2 епізоди (по 50 хвилин) | Стівен Моффат | Пітер Хоар Ричард Сеньйор | 4 червня 2011 27 серпня 2011  |
| 219   | Нічні страхіття (англ. Night Terrors)                                                                      | 6.9     | 1 епізод                 | Марк Гаттіс   | Ричард Кларк              | 3 вересня 2011                |
| 220   | Дівчина, яка чекала (англ. The Girl Who Waited)                                                            | 6.10    | 1 епізод                 | Том Макрей    | Нік Харран                | 10 вересня 2011               |
| 221   | Комплекс Бога (англ. The God Complex)                                                                      | 6.11    | 1 епізод                 | Тобі Вайтхауз | Нік Харраг                | 17 вересня 2011               |
| 222   | Час закриття (англ. Closing Time)                                                                          | 6.12    | 1 епізод                 | Гарет Робертс | Стів Х'юз                 | 24 вересня 2011               |
| 223   | Весілля Рівер Сонг (англ. The Wedding of River Song)                                                       | 6.13    | 1 епізод (50 хвилин)     | Стівен Моффат | Джеремі Вебб              | 1 жовтня 2011                 |

### Спеціальні випуски (2011)
| Номер                               | Назва                               | Код                                 | Епізоди                             | Сценарист                           | Режисер                             | Дата виходу в ефір                  |
| Спеціальний різдвяний випуск (2011) | Спеціальний різдвяний випуск (2011) | Спеціальний різдвяний випуск (2011) | Спеціальний різдвяний випуск (2011) | Спеціальний різдвяний випуск (2011) | Спеціальний різдвяний випуск (2011) | Спеціальний різдвяний випуск (2011) |
| ----------------------------------- | ----------------------------------- | ----------------------------------- | ----------------------------------- | ----------------------------------- | ----------------------------------- | ----------------------------------- |
| 224                                 | Доктор, вдова та шафа               | 7.X                                 | 60-хвилинний спецвипуск             | Стівен Моффат                       | Фаррен Блекберн                     | 25 грудня 2011                      |

### Сьомий (тридцять третій) сезон (2012—2013)
Сьомий сезон вийшов у двох частинах: перша (шість епізодів, включаючи Різдвяний спецвипуск) — восени 2012 року, друга (вісім епізодів) — навесні 2013-го. Артур Дервіл та Карен Ґіллан залишили серіал у п'ятій серії сезону, а у спецвипуску з'явилася нова супутниця, яку грає Дженна-Луїза Коулман. Також у новому сезоні з'явилися нова заставка та нове оформлення ТАРДІС.
У сезоні немає двосерійних історій.
| Номер | Назва                                                             | Код  | Епізоди              | Сценарист      | Режисер          | Дата виходу в ефір |
| ----- | ----------------------------------------------------------------- | ---- | -------------------- | -------------- | ---------------- | ------------------ |
| 226   | Притулок далеків (англ. Asylum of the Daleks)                     | 7.1  | 1 епізод             | Стівен Моффат  | Нік Харрен       | 1 вересня 2012     |
| 227   | Динозаври на космічному кораблі (англ. Dinosaurus on a Spaceship) | 7.2  | 1 епізод             | Кріс Чібнолл   | Сол Метцштейн    | 8 вересня 2012     |
| 228   | Місто під назвою Милосердя (англ. A Town called Mercy)            | 7.3  | 1 епізод             | Тобі Вайтхаус  | Сол Метцштейн    | 15 вересня 2012    |
| 229   | Сила трьох (англ. The Power of Three)                             | 7.4  | 1 епізод             | Кріс Чібнолл   | Дуглас Макіннон  | 22 вересня 2012    |
| 230   | Янголи захоплюють Манхеттен (англ. The Angels take Manhatten)     | 7.5  | 1 епізод             | Стівен Моффат  | Нік Харрен       | 29 вересня 2012    |
| 231   | Сніговики (англ. Snowmen)                                         | 7.6  | Різдвяний спецепізод | Стівен Моффат  | Сол Метцштейн    | 25 грудня 2012     |
| 232   | Дзвони Святого Івана (англ. The Bells of St. John)                | 7.7  | 1 епізод             | Стівен Моффат  | Колм МакКарті    | 30 березня 2013    |
| 233   | Кільця Ахатену (англ. The Rings of Akhaten)                       | 7.8  | 1 епізод             | Нейл Кросс     | Фаррен Блекберн  | 6 квітня 2013      |
| 234   | Холодна війна (англ. The Cold War)                                | 7.9  | 1 епізод             | Марк Ґаттіс    | Дуглас МакКіннон | 13 квітня 2013     |
| 235   | Ховайся (англ. Hide)                                              | 7.10 | 1 епізод             | Нейл Кросс     | Джеймі Пейн      | 20 квітня 2013     |
| 236   | Подорож до центру TARDIS (англ. Journey to the Centre of TARDIS)  | 7.11 | 1 епізод             | Стефан Томпсон | Мет Кінг         | 27 квітня 2013     |
| 237   | Багряний жах (англ. The Crimson Horror)                           | 7.12 | 1 епізод             | Марк Ґаттіс    | Сол Метцштейн    | 4 травня 2013      |
| 238   | Срібний кошмар (англ. Nightmare in Silver)                        | 7.13 | 1 епізод             | Нейл Ґейман    | Стефан Вулфенден | 11 квітня 2013     |
| 239   | Ім'я Доктора (англ. Tne Name of the Doctor)                       | 7.14 | 1 епізод             | Стівен Моффат  | Сол Метцштейн    | 18 травня 2013     |

### Спеціальні випуски (2013)
| Номер                               | Назва                                      | Код                            | Епізоди                        | Сценарист                      | Режисер                        | Дата виходу в ефір             |
| Спеціальний випуск до 50-річчя      | Спеціальний випуск до 50-річчя             | Спеціальний випуск до 50-річчя | Спеціальний випуск до 50-річчя | Спеціальний випуск до 50-річчя | Спеціальний випуск до 50-річчя | Спеціальний випуск до 50-річчя |
| ----------------------------------- | ------------------------------------------ | ------------------------------ | ------------------------------ | ------------------------------ | ------------------------------ | ------------------------------ |
| 240                                 | День Доктора (англ. The Day of the Doctor) | 8.X                            | 75 хвилин                      | Стівен Моффат                  | Нік Херран                     | 23 листопада 2013              |
| Спеціальний різдвяний випуск (2013) |                                            |                                |                                |                                |                                |                                |
| 241                                 | Час Доктора (англ. The Time of the Doctor) | 8.X                            | 60-хвилинний спецвипуск        |                                |                                | 25 грудня 2013                 |

## Дванадцятий Доктор
4 липня 2013 року було анонсовано, що новим, Дванадцятим Доктором, стане Пітер Капальді. Перший епізод з Капальді, «Глибокий вдих», водночас із прямою трансляцією на BBC було показано у кінотеатрах багатьох країн світу, у числі яких і Україна. У кіноверсії епізод було доповнено 5-хвилинним пріквелом та 10-хвилинним відео про те, як знімали серію.
Дженна Коулман залишилась у ролі супутниці Доктора, Клари Освальд. Іншу вагому роль у сюжеті отримав Семюел Андерсон — Денні Пінка.
Основна арка сезону — розкриття таємничої постаті Міссі (яку грає Мішель Гомез), яка виявляється жіночою регенерацією Майстра.

### Восьмий (тридцять четвертий) сезон (2014)
| Номер | Назва                                                              | Код       | Епізоди                           | Сценарист                    | Режисер         | Дата виходу в ефір                |
| ----- | ------------------------------------------------------------------ | --------- | --------------------------------- | ---------------------------- | --------------- | --------------------------------- |
| 242   | Глибокий вдих (англ. Deep Breath)                                  | 8.1       | 1 епізод (76 хвилин)              | Стівен Моффат                | Бен Вітлі       | 23 серпня 2014                    |
| 243   | Всередину далека (англ. Into the Dalek)                            | 8.2       | 1 епізод                          | Філ Форд Стівен Моффат       | Бен Вітлі       | 30 серпня 2014                    |
| 244   | Шервудський робот (англ. Robot of Sherwood)                        | 8.3       | 1 епізод                          | Марк Гаттіс                  | Пол Мерфі       | 6 вересня 2014                    |
| 245   | Слухай (Доктор Хто)(англ. Listen)                                  | 8.4       | 1 епізод                          | Стівен Моффат                | Дуглас Макіннон | 13 вересня 2014                   |
| 246   | Крадіжка часу (англ. Time Heist)                                   | 8.5       | 1 епізод                          | Стівен Томпсон Стівен Моффат | Дуглас Макіннон | 20 вересня 2014                   |
| 247   | Наглядач (англ. The Caretaker)                                     | 8.6       | 1 епізод                          | Ґарет Робертс Стівен Моффат  | Пол Мерфі       | 27 вересня 2014                   |
| 248   | Вбити Місяць (англ. Kill the Moon)                                 | 8.7       | 1 епізод                          | Пітер Гарнесс                | Пол Вілмсгерст  | 4 жовтня 2014                     |
| 249   | Мумія на Східному Експресі (англ. Mummy on the Orient Express)     | 8.8       | 1 епізод                          | Джеймі Метісон               | Пол Вілмсгерст  | 11 жовтня 2014                    |
| 250   | Вбивча площина (англ. Flatline)                                    | 8.9       | 1 епізод                          | Джеймі Метісон               | Дуглас Макіннон | 18 жовтня 2014                    |
| 251   | У нічному лісі (англ. In the Forest of the Night)                  | 8.10      | 1 епізод                          | Френк Коттрелл Бойс          | Шері Фолксон    | 25 жовтня 2014                    |
| 252   | Темні води (англ. Dark Water) Смерть у раю (англ. Death in Heaven) | 8.11 8.12 | 2 епізоди (8.12 триває 57 хвилин) | Стівен Моффат                | Рейчел Талалей  | 1 листопада 2014 8 листопада 2014 |

### Спеціальні випуски (2014)
| Номер                               | Назва                                 | Код                                 | Епізоди                             | Сценарист                           | Режисер                             | Дата виходу в ефір                  |
| Спеціальний різдвяний випуск (2014) | Спеціальний різдвяний випуск (2014)   | Спеціальний різдвяний випуск (2014) | Спеціальний різдвяний випуск (2014) | Спеціальний різдвяний випуск (2014) | Спеціальний різдвяний випуск (2014) | Спеціальний різдвяний випуск (2014) |
| ----------------------------------- | ------------------------------------- | ----------------------------------- | ----------------------------------- | ----------------------------------- | ----------------------------------- | ----------------------------------- |
| 253                                 | Останнє Різдво (англ. Last Christmas) | 9.0                                 | 60-хвилинний спецвипуск             | Стівен Моффат                       | Пол Вілмсгерст                      | 25 грудня 2014                      |

### Дев'ятий (тридцять п'ятий) сезон (2015)
Пітер Капальді та Дженна Коулман продовжили грати у серіалі. Також було анонсовано повернення Міссі, яку грає Мішель Гомез.
| Номер | Назва                                                                                         | Код     | Епізоди   | Сценарист                          | Режисер            | Дата виходу в ефір              |
| ----- | --------------------------------------------------------------------------------------------- | ------- | --------- | ---------------------------------- | ------------------ | ------------------------------- |
| 254   | Учень чародія (англ. The Magician's Apprentice) Відьмин фамільяр (англ. The Witch's Familiar) | 9.1 9.2 | 2 епізоди | Стівен Моффат                      | Гетті Макдоналд    | 19 вересня 2015 26 вересня 2015 |
| 255   | На озерному дні (англ. Under the Lake) Перед потопом (англ. Before the Flood)                 | 9.3 9.4 | 2 епізоди | Тобі Вітгауз                       | Деніел О'Гара      | 3 жовтня 2015 10 жовтня 2015    |
| 256   | Дівчина, що померла (англ. The Girl Who Died)                                                 | 9.5     | 1 епізод  | Стівен Моффат Джеймі Метісон       | Ед Безалгетт       | 17 жовтня 2015                  |
| 257   | Жінка, що жила (англ. The Woman Who Lived)                                                    | 9.6     | 1 епізод  | Кетрін Трігенна                    | Ед Безалгетт       | 24 жовтня 2015                  |
| 258   | Вторгнення зайгонів (англ. The Zygon Invasion) Обернення зайгонів (англ. The Zygon Inversion) | 9.7 9.8 | 2 епізоди | Пітер Гарнесс Стівен Моффат (258b) | Деніел Неттгейм    | 31 жовтня 2015 7 листопада 2015 |
| 259   | Сну немає (англ. Sleep No More)                                                               | 9.9     | 1 епізод  | Марк Гейтісс                       | Джастін Молотніков | 14 листопада 2015               |
| 260   | Зустрінь ворона (англ. Face the Raven)                                                        | 9.10    | 1 епізод  | Сара Доллард                       | Джастін Молотніков | 21 листопада 2015               |
| 261   | Посланець раю (англ. Heaven Sent)                                                             | 9.11    | 1 епізод  | Стівен Моффат                      | Рейчел Талалей     | 28 листопада 2015               |
| 262   | Одержимий Дияволом (англ. Hell Bent)                                                          | 9.12    | 1 епізод  | Стівен Моффат                      | Рейчел Талалей     | 5 грудня 2015                   |

### Спеціальні випуски (2015—2016)
| Номер                               | Назва                                                             | Код                                 | Епізоди                             | Сценарист                           | Режисер                             | Дата виходу в ефір                  |
| Спеціальний різдвяний випуск (2015) | Спеціальний різдвяний випуск (2015)                               | Спеціальний різдвяний випуск (2015) | Спеціальний різдвяний випуск (2015) | Спеціальний різдвяний випуск (2015) | Спеціальний різдвяний випуск (2015) | Спеціальний різдвяний випуск (2015) |
| ----------------------------------- | ----------------------------------------------------------------- | ----------------------------------- | ----------------------------------- | ----------------------------------- | ----------------------------------- | ----------------------------------- |
| 263                                 | Чоловіки Рівер Сонг (англ. The Husbands of River Song)            | 9.13                                | 60-хвилинний спецвипуск             | Стівен Моффат                       | Дуглас Маккіннон                    | 25 грудня 2015                      |
| Спеціальний різдвяний випуск (2016) |                                                                   |                                     |                                     |                                     |                                     |                                     |
| 264                                 | Повернення Доктора Містеріо (англ. The Return of Doctor Mysterio) | 10.0                                | 60-хвилинний спецвипуск             | Стівен Моффат                       | Ед Базалджетт                       | 25 грудня 2016                      |

### Десятий (тридцять шостий) сезон (2017)
| Номер | Назва                                                                                          | Код         | Епізоди   | Сценарист           | Режисер                     | Дата виходу в ефір          |
| ----- | ---------------------------------------------------------------------------------------------- | ----------- | --------- | ------------------- | --------------------------- | --------------------------- |
| 265   | Пілот (англ. The Pilot)                                                                        | 10.1        | 1 епізод  | Стівен Моффат       | Лоуренс Гоф                 | 15 квітня 2017              |
| 266   | Посміхнися (англ. Smile)                                                                       | 10.2        | 1 епізод  | Френк Коттрелл Бойс | Лоуренс Гоф                 | 22 квітня 2017              |
| 267   | Тонкий лід (англ. Thin Ice)                                                                    | 10.3        | 1 епізод  | Сара Доллард        | Білл Андерсон               | 29 квітня 2017              |
| 268   | Стук-стук (англ. Knock Knock)                                                                  | 10.4        | 1 епізод  | Майк Бартлетт       | Білл Андерсон               | 6 травня 2017               |
| 269   | Кисень (англ. Oxygen)                                                                          | 10.5        | 1 епізод  | Джеймі Метісон      | Чарльз Палмер               | 13 травня 2017              |
| 270   | Екстреміс (англ. Extremis)                                                                     | 10.6        | 1 епізод  | Деніел Неттхейм     | Стівен Моффат               | 20 травня 2017              |
| 271   | Піраміда на краю світу (англ. The Pyramid at the End of the World)                             | 10.7        | 1 епізод  | Деніел Неттхейм     | Пітер Харнесс Стівен Моффат | 20 травня 2017              |
| 272   | Положення (англ. The Lie of the Land)                                                          | 10.8        | 1 епізод  | Вейн Йіп            | Тобі Вітхауз                | 3 червня 2017               |
| 273   | Імператриця Марса (англ. The Empress of Mars)                                                  | 10.9        | 1 епізод  | Марк Гетісс         | Вейн Йіп                    | 10 червня 2017              |
| 274   | Пожирачі світла (англ. The Eaters of Light)                                                    | 10.10       | 1 епізод  | Рона Манро          | Чарльз Палмер               | 17 червня 2017              |
| 275   | Будьте вічні наші життя (англ. World Enough and Time) Падіння Доктора (англ. The Doctor Falls) | 10.11 10.12 | 2 епізоди | Стівен Моффат       | Рейчел Талалей              | 24 червня 2017 1 липня 2017 |

### Спеціальні випуски (2017)
| Номер                               | Назва                                  | Код                                 | Епізоди                             | Сценарист                           | Режисер                             | Дата виходу в ефір                  |
| Спеціальний різдвяний випуск (2017) | Спеціальний різдвяний випуск (2017)    | Спеціальний різдвяний випуск (2017) | Спеціальний різдвяний випуск (2017) | Спеціальний різдвяний випуск (2017) | Спеціальний різдвяний випуск (2017) | Спеціальний різдвяний випуск (2017) |
| ----------------------------------- | -------------------------------------- | ----------------------------------- | ----------------------------------- | ----------------------------------- | ----------------------------------- | ----------------------------------- |
| 276                                 | Двічі в часі (англ. Twice Upon A Time) | 11.0                                | 60-хвилинний спецвипуск             | Стівен Моффат                       | Рейчел Талалай                      | 25 грудня 2017                      |

## Тринадцятий Доктор
Тринадцятого Доктора грає акторка Джоді Віттакер. Перший повноцінний сезон за її участі стартував 7 жовтня 2018 році. Востаннє з'являлася в серіалі у серії «Сила Доктора» 23 жовтня 2023 року, на 60-ту річницю серіалу.

### Одинадцятий (тридцять сьомий) сезон (2018)
| Номер | Назва                                                              | Код   | Епізоди  | Сценарист                   | Режисер           | Дата виходу в ефір |
| ----- | ------------------------------------------------------------------ | ----- | -------- | --------------------------- | ----------------- | ------------------ |
| 277   | Жінка, що впала на Землю (англ. The Woman Who Fell to Earth)       | 11.1  | 1 епізод | Кріс Чібнолл                | Джеммі Чайлдс     | 7 жовтня 2018      |
| 278   | Примарний пам'ятник (англ. The Ghost Monument)                     | 11.2  | 1 епізод | Кріс Чібнолл                | Марк Тондерай     | 14 жовтня 2018     |
| 279   | Роза (англ. Rosa)                                                  | 11.3  | 1 епізод | Малорі Блекмен Кріс Чібнолл | Марк Тондерай     | 21 жовтня 2018     |
| 280   | Арахніди у Великій Британії (англ. Arachnids in the UK)            | 11.4  | 1 епізод | Кріс Чібнолл                | Саллі Апрахаміан  | 28 жовтня 2018     |
| 281   | Головоломка Цуранга (англ. The Tsuranga Conundrum)                 | 11.5  | 1 епізод | Кріс Чібнолл                | Дженніфер Перротт | 4 листопада 2018   |
| 282   | Демони Пенджабу (англ. Demons of the Punjab)                       | 11.6  | 1 епізод | Вінай Петел                 | Джеймі Чайлдс     | 11 листопада 2018  |
| 283   | Керблам! (англ. Kerblam!)                                          | 11.7  | 1 епізод | Піт МакТай                  | Дженніфер Перротт | 18 листопада 2018  |
| 284   | Шукачі відьом (англ. The Witchfinders)                             | 11.8  | 1 епізод | Джой Вілкінсон              | Саллі Апрахаміан  | 25 листопада 2018  |
| 285   | Воно уводить тебе (англ. It Takes You Away)                        | 11.9  | 1 епізод | Ед Хайм                     | Джеймі Чайлдс     | 2 грудня 2018      |
| 286   | Битва на Ранскур Ав Колосі (англ. The Battle of Ranskoor Av Kolos) | 11.10 | 1 епізод | Кріс Чібнолл                | Джеймі Чайлдс     | 9 грудня 2018      |

### Спеціальні випуски (2019)
| Номер                               | Назва                               | Епізоди                             | Сценарист                           | Режисер                             | Дата виходу в ефір                  |                                     |
| Спеціальний різдвяний випуск (2019) | Спеціальний різдвяний випуск (2019) | Спеціальний різдвяний випуск (2019) | Спеціальний різдвяний випуск (2019) | Спеціальний різдвяний випуск (2019) | Спеціальний різдвяний випуск (2019) | Спеціальний різдвяний випуск (2019) |
| ----------------------------------- | ----------------------------------- | ----------------------------------- | ----------------------------------- | ----------------------------------- | ----------------------------------- | ----------------------------------- |
| 287                                 | Рішення (англ. Resolution)          | 60-хвилинний спецвипуск             | Кріс Чібнолл                        | Вейн Йіп                            | 1 січня 2019                        |                                     |

### Дванадцятий (тридцять восьмий) сезон (2020)
| Номер | Назва                                                                                                 | Код        | Епізоди   | Сценарист                | Режисер                             | Дата виходу в ефір            |
| ----- | --- | ---------- | --------- | ------------------------ | ----------------------------------- | ----------------------------- |
| 288   | Spyfall. Частина 1 (англ. Spyfall. Part 1) Spyfall. Частина 2 (англ. Spyfall. Part 2)                 | 12.1 12.2  | 2 епізоди | Кріс Чібнолл             | Джеймі Магнус Стоун Лі Хейвен Джонс | 1 січня 2020 5 січня 2020     |
| 289   | Сирота 55 (англ. Orphan 55)                                                                           | 12.3       | 1 епізод  | Ед Хайм                  | Лі Хейвен Джонс                     | 12 січня 2020                 |
| 290   | Ніч жаху Ніколи Тесла (англ. Nikola Tesla's Night of Terror)                                          | 12.4       | 1 епізод  | Ніна Метів'є             | Ніда Манзур                         | 19 січня 2020                 |
| 291   | Втікач джудунів (англ. Fugitive of the Judoon)                                                        | 12.5       | 1 епізод  | Вінай Петел Кріс Чібнолл | Ніда Манзур                         | 26 січня 2020                 |
| 292   | Праксей (англ. Praxeus)                                                                               | 12.6       | 1 епізод  | Піт МакТай Кріс Чібнолл  | Ніда Манзур                         | 2 лютого 2020                 |
| 293   | Ви мене чуєте? (англ. Can You Hear Me?)                                                               | 12.7       | 1 епізод  | Шарлін Джеймс            | Емма Салліван                       | 9 лютого 2020                 |
| 294   | Привиди вілли Діодаті (англ. The Haunting of Villa Diodati)                                           | 12.8       | 1 епізод  | Максін Олдертон          | Емма Салліван                       | 16 лютого 2020                |
| 295   | Вознесіння кіберлюдей (англ. Ascension of the Cybermen) Позачасові діти (англ. The Timeless Children) | 12.9 12.10 | 2 епізоди | Кріс Чібнолл             | Джеймі Магнус Стоун Лі Хейвен Джонс | 23 лютого 2020 1 березня 2020 |

### Тринадцятий (тридцять дев'ятий) сезон (2021)
| Номер | Назва                                                     | Код  | Епізоди  | Сценарист                    | Режисер             | Дата виходу в ефір |
| ----- | --------------------------------------------------------- | ---- | -------- | ---------------------------- | ------------------- | ------------------ |
| 297a  | Геловінський апокаліпсис (англ. The Halloween Apocalypse) | 13.1 | 1 епізод | Кріс Чібнолл                 | Джеймі Маґнус Стоун | 31 жовтня 2021     |
| 297b  | Війна сонтаранів (англ. War of the Sontarans)             | 13.2 | 1 епізод | Кріс Чібнолл                 | Джеймі Маґнус Стоун | 7 листопада 2021   |
| 297c  | Одного часу (англ. Once, Upon Time)                       | 13.3 | 1 епізод | Кріс Чібнолл                 | Ажур Салім          | 14 листопада 2021  |
| 297d  | Село Ангелів (англ. Village of the Angels)                | 13.4 | 1 епізод | Кріс Чібнолл Максін Олдертон | Джеймі Маґнус Стоун | 21 листопада 2021  |
| 297e  | Вцілілі від потоку (англ. Survivors of the Flux)          | 13.5 | 1 епізод | Кріс Чібнолл                 | Ажур Салім          | 28 листопада 2021  |
| 297f  | Підкорювачі (англ. The Vanquishers)                       | 13.6 | 1 епізод | Кріс Чібнолл                 | Ажур Салім          | 5 грудня 2021      |

### Спеціальні випуски (2022)
| Номер                               | Назва                                                          | Епізоди                             | Сценарист                           | Режисер                             | Дата виходу в ефір                  |                                     |
| Спеціальний різдвяний випуск (2022) | Спеціальний різдвяний випуск (2022)                            | Спеціальний різдвяний випуск (2022) | Спеціальний різдвяний випуск (2022) | Спеціальний різдвяний випуск (2022) | Спеціальний різдвяний випуск (2022) | Спеціальний різдвяний випуск (2022) |
| ----------------------------------- | -------------------------------------------------------------- | ----------------------------------- | ----------------------------------- | ----------------------------------- | ----------------------------------- | ----------------------------------- |
| 298                                 | Напередодні далеків (англ. Eve of the Daleks)                  | 58-хвилинний спецвипуск             | Кріс Чібнолл                        | Аннетта Лауфер                      | 1 січня 2022                        |                                     |
|                                     |                                                                |                                     |                                     |                                     |                                     |                                     |
| 299                                 | Легенда про морських дияволів (англ. Legend of the Sea Devils) |                                     | Кріс Чібнолл і Елла Роуд            | Хаолу Ван                           | 17 квітня 2022                      |                                     |
| Спеціальний випуск до сторіччя BBC  |                                                                |                                     |                                     |                                     |                                     |                                     |
| 300                                 | Сила Доктора (англ. The Power of The Doctor)                   |                                     | Кріс Чібнолл                        | Джеймі Магнус Стоун                 | 23 жовтня 2022                      |                                     |

## Чотирнадцятий Доктор
Чотирнадцятого Доктора грає Девід Теннант, який раніше грав Десятого Доктора. Рассел Т. Девіс повернувся в якості шоуранера, співпрацюючи з Bad Wolf, щоб відсвяткувати 60-ту річницю та «серіал поза межами».

### Спеціальні випуски (2023)
25 листопада, 2 грудня та 9 грудня 2023 року вийшли три приблизно годинні спеціальні випуски в рамках 60-ї річниці. Спеціальні випуски розповідають про возз'єднання Доктора з Донною Ноубл, про те, чому він має обличчя свого десятого втілення, і про таємницю боса Біпа Міпа.
| Номер | Назва                                      | Епізоди | Сценарист                                                | Режисер        | Дата виходу в ефір |
| ----- | ------------------------------------------ | ------- | -------------------------------------------------------- | -------------- | ------------------ |
| 301   | Зоряний звір (англ. The Star Beast)        |         | Рассел Т. Девіс, за історіює Пета Мілза та Дейва Ґібонса | Рейчел Талалай | 25 листопада 2023  |
|       |                                            |         |                                                          |                |                    |
| 302   | Блакитна далечінь (англ. Wild Blue Yonder) |         | Рассел Т. Девіс                                          | Том Кінґслі    | 2 грудня 2023      |
|       |                                            |         |                                                          |                |                    |
| 303   | Гигикання (англ. The Giggle)               |         | Рассел Т. Девіс                                          | Чанья Батон    | 9 грудня 2023      |

## П'ятнадцятий Доктор
П'ятнадцятого Доктора грає Шуті Ґатва.

### Чотирнадцятий (сороковий) сезон (2024)
Спеціальний різдвяний випуск вийшов в ефір у грудні 2023 року, а в 2024 році – решта вісім епізодів чотирнадцятого сезону. Фільмування почалися 5 грудня 2022 року і завершилися 15 липня 2023 року.
| Спецільний різдвяний випуск |   |                                                       |                     |                              |                |      |    |
| 304                         | – | «Церква на Рубі-роуд»                                 | Марк Тондерай       | Рассел Т. Девіс              | 25 грудня 2023 | 7.49 | 82 |
| Серії                       |   |                                                       |                     |                              |                |      |    |
| 305                         | 1 | «Космічні малюки» «Space Babies»                      | Джулі Енн Робінсон  | Рассел Т. Девіс              | 11 травня 2024 | 4.01 | 75 |
| 306                         | 2 | «Диявольський акорд» «The Devil's Chord »             | Бен Чесселл         | Рассел Т. Девіс              | 11 травня 2024 | 3.91 | 77 |
| 307                         | 3 | «Бум» «Boom»                                          | Джулі Енн Робінсон  | Стівен Моффат                | 18 травня 2024 | 3.58 | 78 |
| 308                         | 4 | «73 ярди» «73 Yards»                                  | Ділан Голмс Вільямс | Рассел Т. Девіс              | 25 травня 2024 | 4.06 | 77 |
| 309                         | 5 | «Цятка та булька» «Dot and Bubble»                    | Ділан Голмс Вільямс | Рассел Т. Девіс              | 1 червня 2024  | 3.38 | 77 |
| 310                         | 6 | «Пройдисвіт» «Rogue»                                  | Бен Чесселл         | Кейт Геррон і Брайоні Редман | 8 червня 2024  | 3.52 | 77 |
| 311а                        | 7 | «Легенда про Рубі Сандей» «The Legend of Ruby Sunday» | Джеймі Донаг'ю      | Рассел Т. Девіс              | 15 червня 2024 | 3.50 | 81 |
| 311б                        | 8 | «Імперія смерті» «Empire of Death»                    | Джеймі Донаг'ю      | Рассел Т. Девіс              | 22 червня 2024 | 3.69 | 80 |

### П'ятнадцятий (сорок перший) сезон (2025)
| Спецільний різдвяний випуск |   |                                                               |                      |                                       |                |                |                |
| 312                         | – | «Нова радість стала»                                          | Алекс Санджив Піллай | Стівен Моффат                         | 25 грудня 2024 | 5.91           | 76             |
| Серії                       |   |                                                               |                      |                                       |                |                |                |
| 313                         | 1 | «Революція роботів» «The Robot Revolution»                    | Пітер Хоар           | Рассел Т. Девіс                       | 12 квітня 2025 | Буде визначено | Буде оголошено |
| 314                         | 2 | «Люкс» «Lux»                                                  | Аманда Бротчі        | Рассел Т. Девіс                       | 19 квітня 2025 | Буде визначено | Буде оголошено |
| 315                         | 3 | «Колодязь» «The Well»                                         | Аманда Бротчі        | Рассел Т. Девіс Шарма Енджел-Воллфолл | 26 квітня 2025 | Буде визначено | Буде оголошено |
| 316                         | 4 | «Щасливий день» «Lucky Day»                                   | Пітер Хоар           | Піт Мактай                            | 3 травня 2025  | Буде визначено | Буде оголошено |
| 317                         | 5 | «Історія та двигун» «The Story & the Engine»                  | Макалла Макферсон    | Інуа Елламс                           | 10 травня 2025 | Буде визначено | Буде оголошено |
| 318                         | 6 | «Міжзоряний пісенний конкурс» «The Interstellar Song Contest» | Бен А. Вільямс       | Джуно Довсон                          | 17 травня 2025 | Буде визначено | Буде оголошено |
| 319а                        | 7 | «Світ бажань» «Wish World»                                    | Алекс Санджив Піллай | Рассел Т. Девіс                       | 24 травня 2025 | Буде визначено | Буде оголошено |
| 319б                        | 8 | «Війна реальності» «The Reality War»                          | Алекс Санджив Піллай | Рассел Т. Девіс                       | 31 травня 2025 | Буде визначено | Буде оголошено |